# Thomas d'Aquin
Pour les articles homonymes, voir Thomas, Saint Thomas, Aquin et Saint-Thomas-d'Aquin.
Thomas d'Aquin, né en 1225 ou 1226 au château de Roccasecca près d'Aquino, dans la partie péninsulaire du royaume de Sicile (Latium), et mort le 7 mars 1274 à l'abbaye de Fossanova près de Priverno dans les États pontificaux (dans le Latium également), est un religieux italien de l'ordre dominicain, célèbre pour son œuvre théologique et philosophique.
Considéré comme l'un des principaux maîtres de la philosophie scolastique et de la théologie catholique, il est canonisé le 18 juillet 1323 par Jean XXII, puis proclamé docteur de l'Église par Pie V, en 1567 et patron des universités, écoles et académies catholiques, par Léon XIII en 1880. Il est également l'un des patrons des libraires. Il est aussi qualifié du titre de « Docteur angélique » (Doctor angelicus) ou encore de « prince des scolastiques » ou de « docteur commun ». Son corps est conservé sous le maître-autel de l'église de l'ancien couvent des Dominicains de Toulouse.
De son nom dérivent les termes :
- thomisme ou thomiste : qui concerne l'école ou le courant philosophico-théologique qui se réclame de Thomas d'Aquin et en développe les principes au-delà de la lettre de son expression historique initiale ;
- néothomisme : un courant de pensée philosophico-théologique de type thomiste, développé à partir du XIXe siècle pour répondre aux objections posées au christianisme catholique par la modernité ;
- thomasien : ce qui relève de la pensée de Thomas d'Aquin lui-même, indépendamment des développements historiques induits par sa réception.

En 1879, le pape Léon XIII, dans l'encyclique Æterni Patris, a déclaré que les écrits de Thomas d'Aquin exprimaient adéquatement la doctrine de l'Église. Le concile Vatican II (décret Optatam Totius sur la formation des prêtres, no 16) propose l'interprétation authentique de l'enseignement des papes sur le thomisme en demandant que la formation théologique des prêtres se fasse « avec Thomas d'Aquin pour maître ».
Thomas d'Aquin a proposé, au XIIIe siècle, une œuvre théologique qui repose, par certains aspects, sur un essai de synthèse de la raison et de la foi, notamment lorsqu'il tente de concilier la pensée chrétienne et la philosophie d'Aristote, redécouverte par les scolastiques à la suite des traductions latines du XIIe siècle.
Il distingue les vérités accessibles à la seule raison de celles de la foi, définies comme une adhésion inconditionnelle à la Parole de Dieu. Il qualifie la philosophie de servante de la théologie (philosophia ancilla theologiæ) afin d'exprimer comment les deux disciplines collaborent de manière « subalternée » à la recherche de la connaissance de la vérité, chemin vers la béatitude.

## Biographie

### Jeunesse et aspiration à la vie dominicaine (1225-1244)
Fils du seigneur Landulphe d'Aquino et de Théodora Caracciolo Rossi, d'origine napolitaine, Thomas naît en 1225 ou 1226 au château de Roccasecca, dans le royaume de Sicile. Selon certaines pieuses traditions locales et auteurs ecclésiastiques, son lieu de naissance serait plutôt le château familial de la ville de Belcastro, située près de Catanzaro en Calabre,. La famille d'Aquin, d'origine lombarde et installée au nord de l'actuelle Campanie, est une grande famille d'Italie, partisane du parti pontifical.
De 1230 à 1239, il est oblat à l’abbaye bénédictine du Mont-Cassin. Il y demeure neuf ans, durant lesquels il apprend à lire et à écrire, ainsi que les rudiments de la grammaire et du latin, associés à une formation religieuse élémentaire.
À partir de 1239, Frédéric II, en lutte contre Grégoire IX, expulse les moines de l'abbaye. Sur le conseil de l'abbé, les parents de Thomas l'avaient déjà envoyé à Naples pour y poursuivre ses études au Studium regni (qui n'est pas une université, mais une académie locale), fondé par Frédéric II en 1220. Il y étudie auprès des maîtres les disciplines classiques du trivium et du quadrivium. Ce faisant il rencontre des frères prêcheurs dont la vie et la vitalité apostolique l'attirent.
Son père meurt le 24 décembre 1243, rendant le jeune Thomas un peu plus libre de son destin. Il décide d'entrer dans l’ordre des Dominicains en avril 1244, à l'âge de dix-neuf ans, contre l’avis de sa famille qui veut en faire l'abbé du Mont-Cassin. Sa mère le fait alors enlever et l’assigne à résidence à Roccasecca où il demeure un an. Thomas ne changeant cependant pas d’avis, sa famille finit par accepter son choix.

### Études à Paris, premiers enseignements (1245-1259)

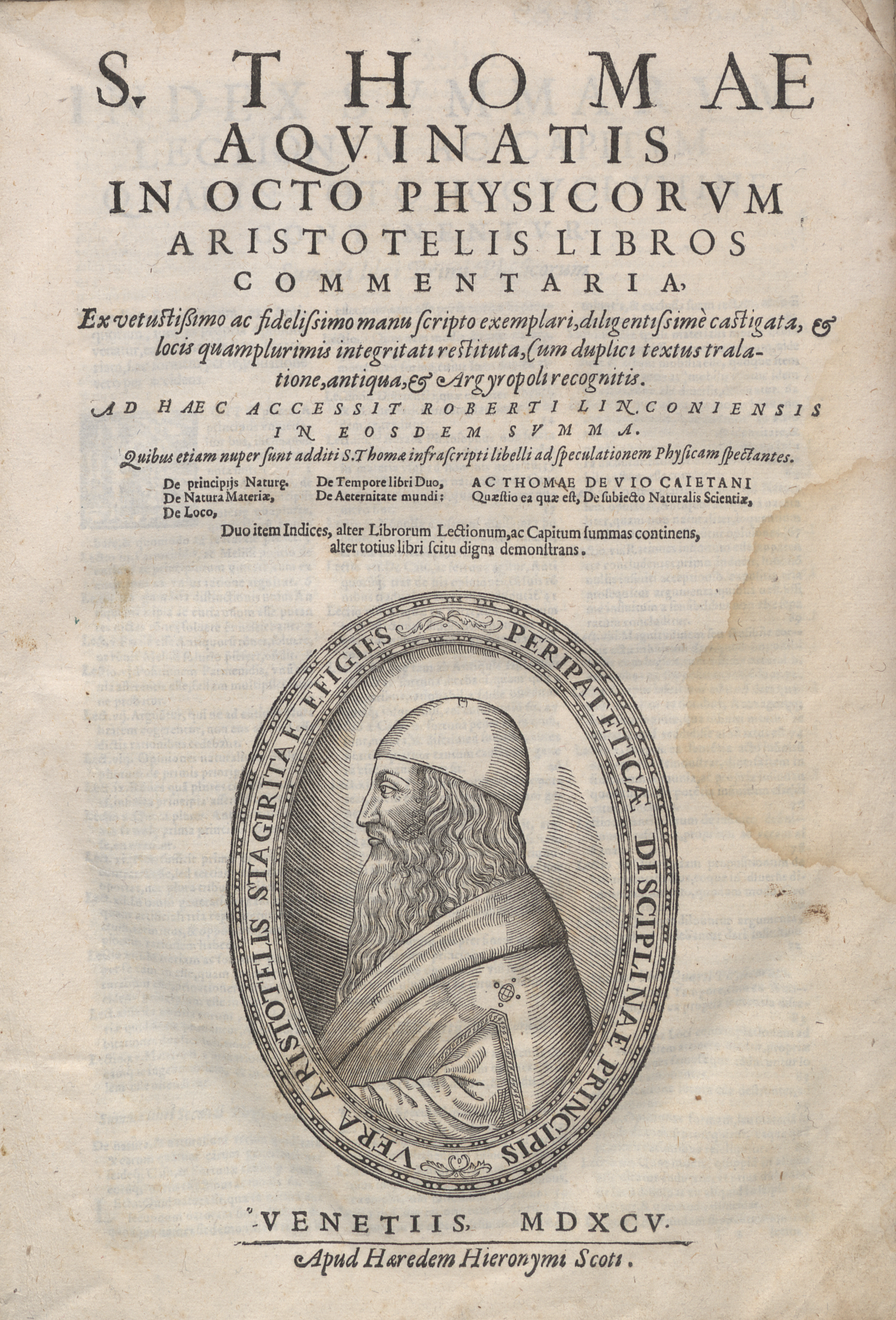
Super Physicam Aristotelis, 1595.

Il est ensuite étudiant à l'université de Paris de 1245 à 1248, sous le règne de Louis IX. Puis il suit son maître Albert le Grand (dominicain commentateur d'Aristote) à Cologne jusqu'en 1252, où ses confrères d'étude l'affublent du sobriquet de « bœuf muet » en raison de sa stature et de son caractère taciturne. De retour à Paris, il suit le cursus universitaire classique des étudiants en théologie : il est bachelier biblique (lectures commentées des Écritures) de 1252 à 1254, puis bachelier sententiaire.
Il rédige durant cette période un commentaire des livres d'Isaïe et de Jérémie (Super Isaiam et Super Ieremiam), ainsi que le De ente et essentia (1252). Comme bachelier sententiaire, il commente le Livre des Sentences de Pierre Lombard, devenu le manuel des études théologiques à l'université de Paris depuis le début du XIIIe siècle. Thomas d'Aquin en fait le commentaire, en deux ans, durant son enseignement de bachelier sententiaire. Ce commentaire (Scriptum super libros Sententiarum) est énorme : plus de 600 pages in-folio, écrites de 1254 à 1256, tout en suivant certains des cours dispensés dans les écoles parisiennes et au Studium dominicain de Saint-Jacques (collège des Jacobins).
Au printemps 1256, avec l'appui du Souverain Pontife qui doit intervenir auprès de l'université, dans le contexte conflictuel de l'opposition des mendiants et des séculiers, il soutient sa maîtrise en théologie et est nommé Maître-Régent (magister in sacra pagina ou docteur en Écriture sainte) — avec Bonaventure de Bagnoregio. Il commence aussitôt à enseigner et rédige les Questions disputées : De veritate (1256-1259), les Quodlibet (7 à 11) ; commente le De Trinitate de Boèce (1257-1258)… Son activité consiste principalement en disputes théologiques (disputatio), en commentaires de la Bible et en prédications publiques. Les commentaires sur Aristote de Thomas d'Aquin n'ont jamais fait l'objet d'un enseignement public.

### Premier enseignement en Italie (1259-1268)

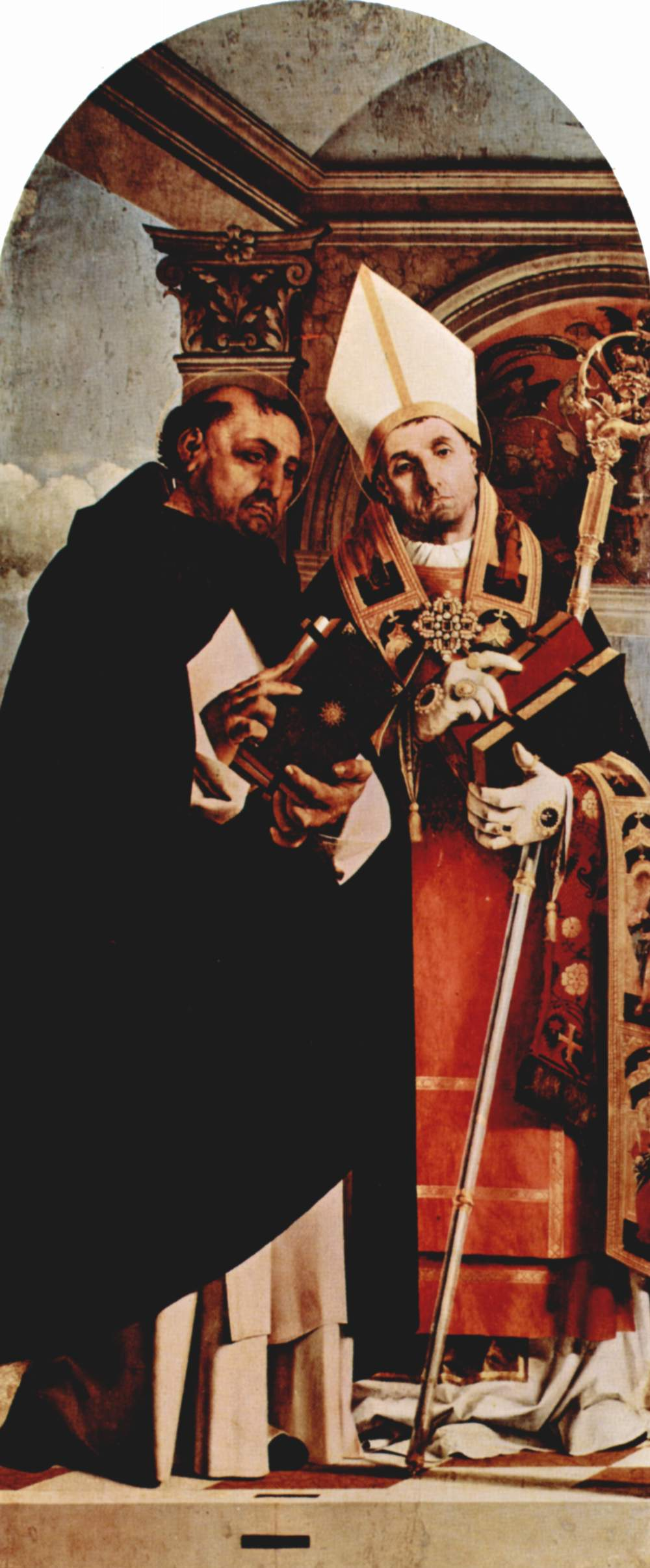
Thomas d'Aquin et le pape Urbain IV, détail du polyptyque de saint Dominique de Lorenzo Lotto, 1508, huile sur bois, 307x242cm, Recanati, Musée civique de la Villa Colloredo Mels

En 1259, Thomas a trente-quatre ans lorsqu'il part pour l'Italie où il enseigne la théologie jusqu'en 1268, tout en jouissant déjà d'une grande réputation.
Il est d'abord assigné à Orvieto, comme lecteur conventuel, c'est-à-dire responsable de la formation permanente de la communauté. Il trouve toutefois le loisir d'achever la rédaction de la Somme contre les Gentils (commencée en 1258) et de l’Expositio super Iob ad litteram (1263-1265). Il rédige notamment une explication continue des évangiles, appelée par la suite la Chaîne d'or (Catena aurea), un florilège de citations patristiques organisées de manière à constituer un commentaire continu des Évangiles, verset par verset. Cet ouvrage, d'importance considérable du point de vue de l'histoire de la réception des auteurs chrétiens grecs, est rédigé de 1263 à 1264 à la demande du pape Urbain IV auquel Thomas dédie la Chaîne sur Matthieu.
Thomas est envoyé à Rome entre 1265 et 1268 comme maître régent. Durant ce séjour, affecté à la formation intellectuelle des jeunes dominicains, Thomas rédige également De potentia Dei (1265-1266), la première partie du Compendium de théologie, et commence en 1266 la rédaction de la Somme théologique. Il entame ses commentaires sur Aristote par le Commentaire « De l'âme » (1267-1268), en adoptant la méthode d'explication mot à mot propre aux sententiæ en vigueur dans les écoles. C'est également en Italie qu'il compose l’Office du Saint-Sacrement au moment de l'instauration de la Fête du Corpus Christi. Il rédige aussi plusieurs opuscules, en réponses aux questions de personnes particulières ou de supérieurs, portant sur des questions diverses : économiques, canoniques ou morales.
Durant cette période, il eut l'occasion de côtoyer la cour pontificale (qui ne résidait pas à Rome). Assigné à des couvents dans lesquels il remplissait une tâche particulière, rien ne dit qu'il suivit le pape dans ses déplacements continuels. La curie n'avait pas alors de siège fixe.
C'est probablement durant cette période qu'il eut l'occasion de prêcher les sermons sur le Credo, le Pater et l'Ave Maria, puisque ceux-ci furent prêchés durant le carême dans la région de Naples et que Thomas n'était plus en mesure de le faire en 1273.

### Retour à Paris, querelles universitaires (1268-1272)
Thomas revient de 1268 à Pâques 1272 à Paris dont l'Université est en pleine crise intellectuelle et morale provoquée par la diffusion de l'aristotélisme et par les querelles entre les ordres mendiants, les séculiers et les réguliers. Le théologien Rémi de Florence a suivi ses cours lors de son second enseignement parisien. Il a quarante-quatre ans lorsqu'il rédige la seconde partie (Secunda Pars, abrégée IIa) de la Somme théologique et la plus grande partie des Commentaires des œuvres d'Aristote. Il doit faire face à des attaques contre les ordres mendiants, mais aussi à des rivalités avec les franciscains et à des disputes avec certains maîtres des arts (en particulier Siger de Brabant, dont la mort mystérieuse est racontée par Dante évoquant également la rivalité entre Thomas et Siger dans le Paradis de la Divine Comédie). Il écrit le De perfectione spiritualis vitæ (1269-1270) et les Quodlibets I-VI et XII contre les séculiers et les traités De æternitate mundi (1271) et De unitate intellectus (1270) contre l'averroïsme des maîtres de la faculté des arts.

### Second enseignement en Italie, fondation dustudium generalede Naples (1272-1273)
Après le long travail accompli à la fois pour l'enseignement et la rédaction de son œuvre, et les luttes continuelles qu'il dut mener au sein même de l'Université, Thomas est envoyé par ses supérieurs à Naples pour y organiser le studium generale des frères dominicains (fondé en 1269), destiné à la formation des jeunes frères dominicains de la province de Rome, et pour y enseigner en qualité de maître régent en théologie. Les raisons de ce rappel à Naples ne sont pas connues. On peut supposer que ce fut sur les instances du roi Charles Ier d'Anjou, le frère de Louis IX de France. Quoi qu’il en soit, il est certain que ce fut malgré les supplications de l'Université de Paris. Thomas est à pied d'œuvre entre fin juin et septembre 1272. Il poursuit la rédaction de la troisième partie (Tertia Pars, IIIa) de la Somme théologique, à partir de la question 7 ; il rédige notamment les questions sur le Christ et les sacrements, qu'il n'achèvera jamais. Il y reprend son enseignement sur les épîtres de Paul (Épître aux Romains), le commentaire des Psaumes (1272-1273), et certains commentaires d'Aristote.

### Sa dernière vision et sa fin (1273-1274)

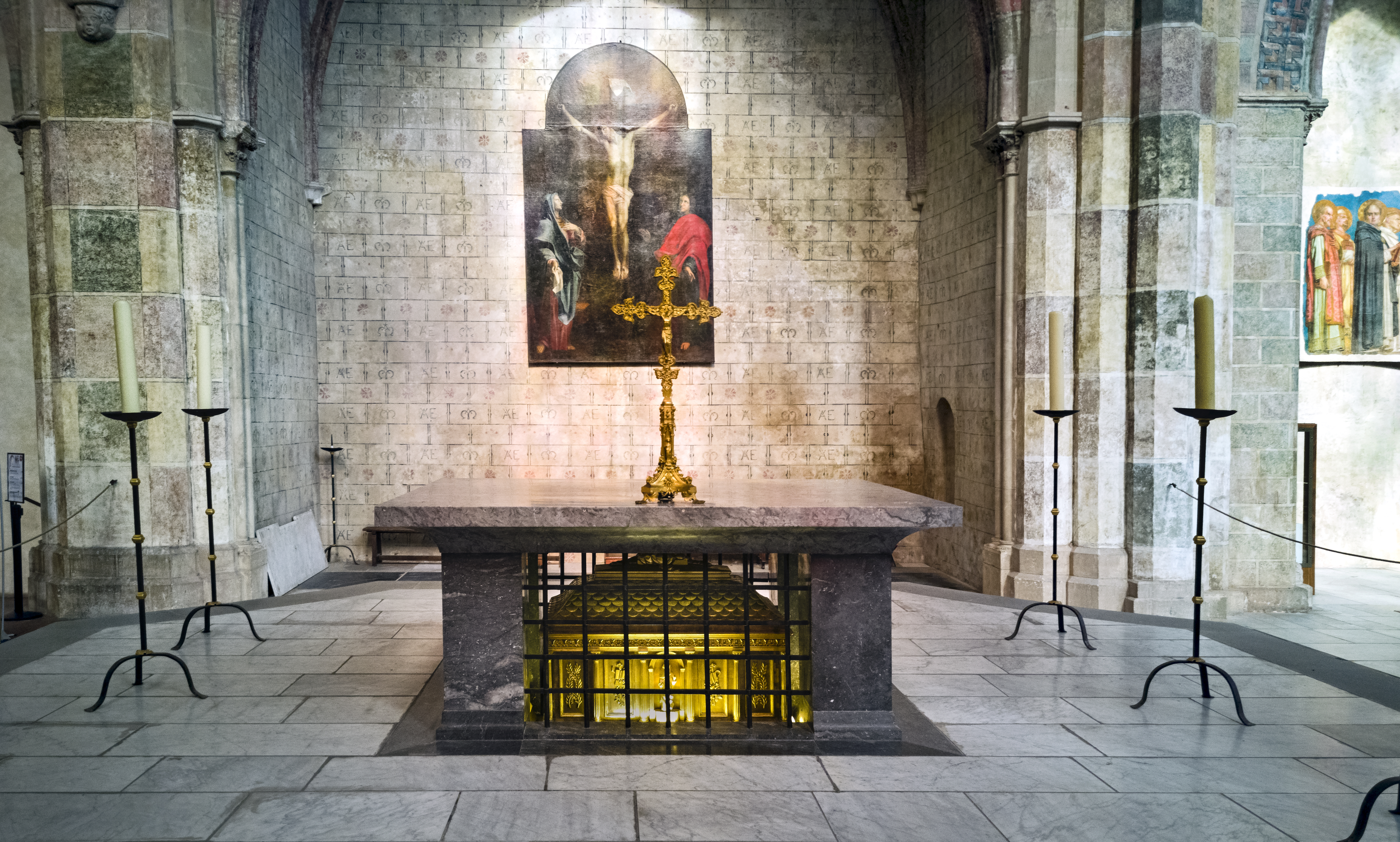
Châsse contenant les restes de Thomas d'Aquin dans l'église des Jacobins, à Toulouse.

À partir du 6 décembre 1273, après avoir eu une expérience spirituelle bouleversante pendant la messe, il cesse d’écrire, parce que, dit-il, en comparaison de ce qu'il a compris du mystère de Dieu, tout ce qu'il a écrit lui paraît « comme de la paille ». Sa santé décline alors de manière rapide. Quasiment aphasique, il se rend néanmoins au concile de Lyon où il aurait été convoqué par le pape Grégoire X. Il meurt en chemin, le 7 mars 1274, âgé de 49 ans, au monastère cistercien de Fossanova. Il y reposera jusqu'à la translation de sa dépouille en 1369 à Toulouse, aux Jacobins, où il repose toujours aujourd'hui. On dit qu'il commentait le Cantique des Cantiques aux moines qui l'accompagnaient, sur son lit de mort. En recevant sa dernière communion, il dit :
« Je vous reçois, ô salut de mon âme. C'est par amour de vous que j'ai étudié, veillé des nuits entières et que je me suis épuisé ; c'est vous que j'ai prêché et enseigné. Jamais je n'ai dit un mot contre Vous. Je ne m'attache pas non plus obstinément à mon propre sens ; mais si jamais je me suis mal exprimé sur ce sacrement, je me soumets au jugement de la sainte Église romaine dans l'obéissance de laquelle je meurs. »
La relique de sa main droite est conservée à Salerne, dans l'église Saint-Dominique (it). En 1369 sur ordre du pape Urbain V, le crâne et la majeure partie de son corps sont transférés de l'abbaye de Fossanova à Toulouse - siège de l'Ordre dominicain à l'époque - dans le couvent des Jacobins, où il y demeure encore. Depuis peu, on a découvert qu'il existe un deuxième crâne prétendant être celui d'Aquin. Découvert dans un mur de l'autel de l'abbaye de Fossanova en 1585, il avait des documents notariés indiquant qu'il s'agissait du véritable crâne du théologien. La relique de ce deuxième crâne est elle conservée et vénérée dans la cathédrale Santa Maria Annunziata de Priverno tandis que l'une de ses côtes est vénérée dans la basilique-cathédrale d'Aquino. Dans sa cellule à la basilique San Domenico maggiore de Naples est conservé son humérus gauche.
La plupart des témoignages concordent pour le présenter comme un homme grand et fort. Son apparence devait être harmonieuse car, lorsqu'il passait dans la campagne, le bon peuple abandonnait ses travaux et se précipitait à sa rencontre, « admirant sa stature imposante et la beauté de ses traits ». Ses étudiants le présentèrent comme un homme soucieux de ne froisser personne par de mauvaises paroles, et très assidu au travail, se levant très tôt, bien avant les premiers offices, pour commencer à travailler. Sa piété se tournait surtout vers la célébration du sacrifice de la messe et vers l'image du Christ crucifié.
Ses œuvres sont cataloguées dans un écrit de 1319, mais leur chronologie exacte repose sur une critique complexe des sources et des manuscrits ; elle est fixée maintenant pour l'essentiel, bien que certains points de détail restent encore discutés.

### La condamnation de 1277
Dans les 219 propositions condamnées par Étienne Tempier, évêque de Paris, le 7 mars 1277, une quinzaine de propositions concernaient l’aristotélisme de Thomas d'Aquin amalgamé à l’averroïsme ; la condamnation portait donc sur le sens averroïste, et la formulation n'était pas toujours celle de saint Thomas qui se démarquait de l'averroïsme ; elles portaient sur l’éternité du monde, l’individuation et la localisation des substances séparées, la nature des opérations volontaires. Parallèlement, l'œuvre de Thomas d'Aquin fut condamnée le 18 mars 1277 par l'archevêque anglais Robert Kilwardby. Guillaume de La Mare, franciscain, publia vers 1279 un correctorium de frère Thomas, recensant 117 propositions trop audacieuses. Réhabilité par la suite, notamment sous l'influence grandissante de l'ordre dominicain, il est canonisé en 1323 par le pape Jean XXII, la procédure ayant été dirigée par le dominicain Jacques de Concos. Néanmoins ses idées continuent à faire débat, y compris à l'intérieur de l'ordre dominicain où les chapitres généraux doivent maintes fois réitérer l'obligation de ne pas critiquer les thèses de Thomas d'Aquin[réf. nécessaire].

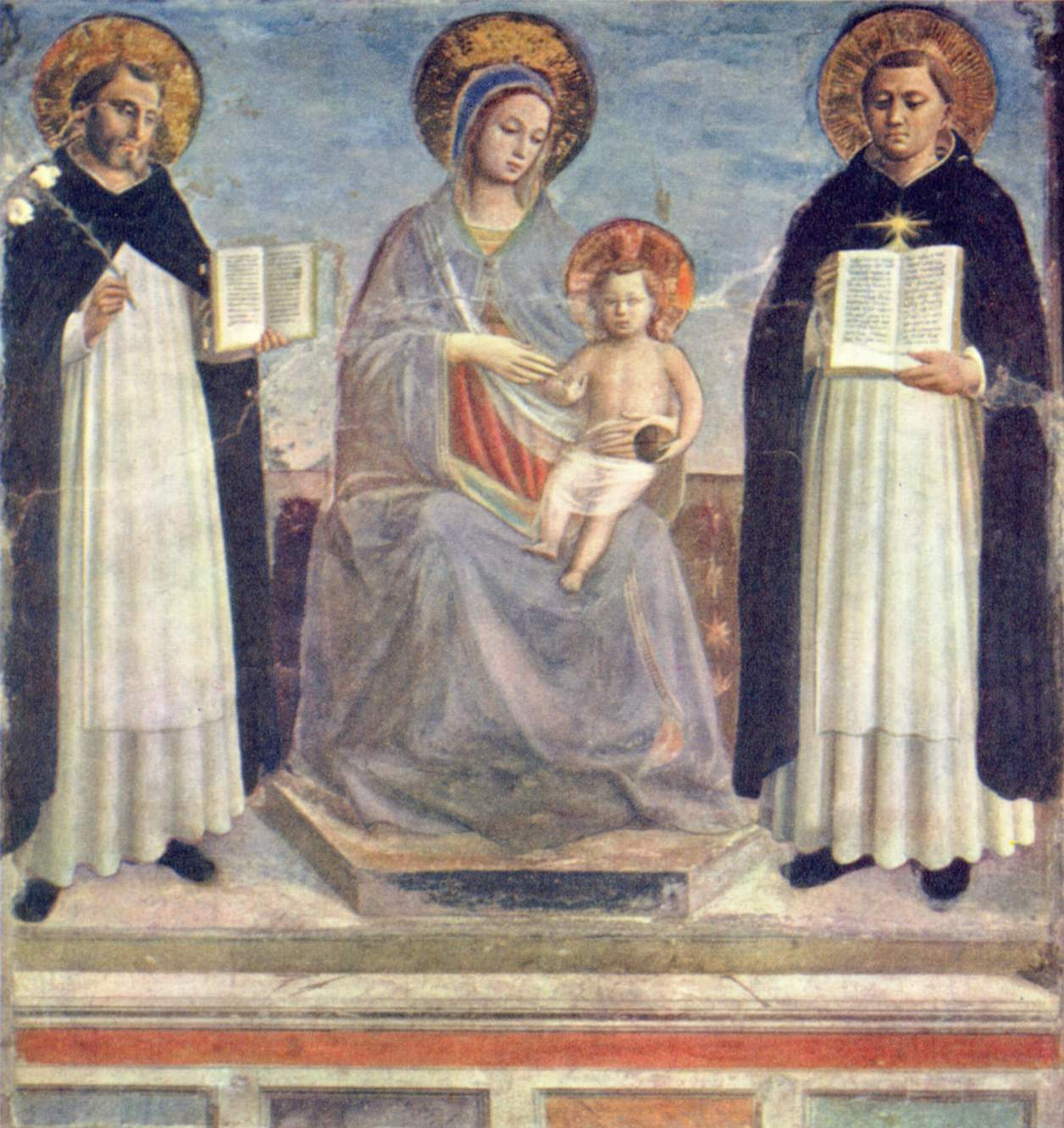
Thomas d'Aquin (à droite), saint Dominique et la Vierge Marie à l'enfant, de Fra Angelico, 1420, fresque,, Saint-Pétersbourg, musée de l'Ermitage.

### Thomas en son temps
Le travail de contextualisation de Thomas d'Aquin et de sa pensée a commencé au XXe siècle grâce à Marie-Dominique Chenu dans L'introduction à l'étude de saint Thomas d'Aquin, puis repris à la fin des années 1990 par Jean-Pierre Torrell, dans son Initiation à saint Thomas d'Aquin et, à la suite de son enseignement, par l'École théologique de Fribourg. Thomas travaillait dans un contexte entièrement chrétien, avec sa propre foi dans le Dieu chrétien, et avec les fondamentaux admis de son temps, bien qu'avec une méthode d'inspiration aristotélicienne.
Thomas d'Aquin a écrit la majorité de son œuvre à l'université de Paris au XIIIe siècle, sous le règne de Louis IX de France. La didactique universitaire reposait à l'époque sur trois piliers : l'explication des textes, les questions disputées et la prédication. Les disputes argumentées portent, les unes sur des questions précises choisies par le maître, et les autres, dites quodlibétiques, soit sur des sujets proposés par les étudiants, soit choisies au hasard.

## Caractère général de l'œuvre de Thomas d'Aquin

### Une théologie
Thomas d'Aquin, un des premiers à distinguer la théologie naturelle (theologia naturalis) et la théologie révélée (sacra doctrina), est parti en quête d'une intelligence de la foi, par la raison naturelle, en s'appuyant notamment sur la philosophie d'Aristote. Cependant, certaines études contemporaines ont rappelé que Thomas d'Aquin est avant tout théologien et que sa philosophie s'insère dans un système théologique chrétien, qui prend en compte la création, l'existence de Dieu, la vie de la Grâce et la Rédemption.

### Les rapports de la foi et de la raison
Depuis la fin du XIXe siècle, les objections de la critique rationaliste ont incité l'apologétique catholique à mettre en évidence certaines positions de Thomas d'Aquin concernant les rapports de la foi et de la raison. Thomas d'Aquin soutient en effet que la foi chrétienne n'est ni incompatible, ni contradictoire avec un exercice de la raison conforme à ses principes. Les vérités de la foi et celles de la raison peuvent être intégrées dans un système synthétique harmonieux, sans se contredire. À une époque où la philosophie commence à s'organiser en discipline autonome dans les écoles et les universités, il place les vérités transmises par la Sacra doctrina — la Révélation — au-dessus de toutes les sciences, puisque la Révélation vient de Dieu, qui, par définition, ne peut ni se tromper ni nous tromper. Dans cette perspective théologique, Thomas d'Aquin pose comme principe le respect de l'ordre rationnel, créé et voulu par Dieu pour permettre à l'homme de connaître la vérité. Il distingue de ce fait raison naturelle et raison éclairée par la Révélation (Écriture et Tradition), théologie naturelle et théologie révélée.

### Philosophie réaliste
La connaissance intellectuelle humaine (cela ne vaut ni pour l'ange ni pour Dieu) est le fruit d'un processus cognitif d'abstraction qui conduit l'esprit humain de l'expérience sensible et matérielle à la connaissance immatérielle de l'intellect par la médiation de la connaissance sensible qu'il qualifie d'intentionnelle. Dans une objection du De Veritate, il résume ce principe par l'adage scolastique nihil est in intellectu quod non sit prius in sensu (« Rien n'est dans l'intelligence qui n'ait été d'abord dans les sens ») dont il n'est pas l'auteur et qui n'intervient qu'une seule fois dans toute son œuvre. Ce qui est dans l'intelligence est donc abstrait des images fournies par les sens.
L'épistémologie de Thomas d'Aquin se différencie partiellement du courant néo-platonicien selon lequel les sens ne fournissent que des informations trompeuses, et où le corps est une prison pour l'âme. Elle relève davantage de la rencontre de la philosophie réaliste d'Aristote et de la conviction de foi dans l'origine divine et la bonté de la création matérielle. Les facultés sensibles de l'homme sont donc intrinsèquement bonnes, créées sans intention de tromper, pour lui permettre d'accéder à la connaissance du Vrai et du Bien.

### Dieu connu par ses effets
À la suite de l'Apôtre Paul, Thomas établit que l'homme peut acquérir la connaissance de l'existence de Dieu à partir du monde et non à partir de la déduction de principes logiques ou abstraits. Il est tout à fait possible d'accéder à une certaine connaissance de Dieu — principalement son existence, son statut de cause première — sans Révélation, en observant le monde, par une connaissance indirecte et a posteriori. C'est le sens des voies dites cosmologiques qui conduisent à la connaissance de l'existence de Dieu à partir de l'observation de l'univers. Thomas d'Aquin proposera cinq voies qui conduisent à conclure, par l'exercice de la raison, à l'existence d'un être que tout le monde appelle Dieu : les Quinque viæ. Elles reposent sur la distinction entre ce que Dieu est « pour nous » (quoad nos) (par exemple Dieu en tant que créateur du monde) et ce qu'Il est « en lui-même » (in se) — ce qui est impossible à connaître intégralement en ce monde, car, en raison de sa perfection suprême, Il est au-delà de ce que la créature peut connaître par elle-même. L'exercice de cette connaissance rationnelle reste souvent entravé par le péché, et doit donc être aidé et complété par la Révélation et par la grâce de la rédemption, moyennant lesquelles l'homme, créé capable de Dieu (capax Dei), est conduit à atteindre sa finalité ultime : contempler l'essence de Dieu face à face dans la Béatitude, c'est-à-dire après la mort pour les bienheureux.

### La morale comme retour vers Dieu
La morale de Thomas d'Aquin est finaliste, parce qu'elle a en vue une fin suprême, et naturaliste, parce qu'elle repose sur une anthropologie de la nature humaine précise et réaliste. L'homme doit s'insérer dans l'ordre de l'Univers voulu par Dieu, c'est-à-dire faire ce pour quoi il a été créé : connaître et aimer Dieu. La morale, parce qu'elle porte sur l'être humain, en tant qu'être composé d'âme et de corps, doit intégrer dans son chemin toutes les inclinations sensibles, toutes les passions, tous les amours, afin que l'homme arrive à sa fin dans toute son intégrité : cette fin est le bonheur dans l'ordre naturel et la Béatitude dans l'ordre surnaturel. La vie morale consiste donc, pour chaque homme, à développer au plus haut point ses capacités et ses possibilités naturelles sous la conduite de la raison, et de s'ouvrir à la vie surnaturelle offerte par Dieu.

## Théologie et philosophie
Dieu est l'objet de tout le travail de Thomas d'Aquin. Selon Thomas, la philosophie étudie d'abord les êtres créés, pour s'élever ensuite à la connaissance de Dieu ; dans l'ordre de la théologie, au contraire, on commence par l'étude de Dieu, et c'est précisément cet ordre qui est suivi dans les Sommes. L'ordre de la théologie est ainsi spécifié dans la Somme de théologie : « L'objet principal de la doctrine sacrée est de transmettre la connaissance de Dieu, non pas seulement selon ce qu'Il est en lui-même, mais aussi selon qu'Il est le principe et la fin des choses, spécialement de la créature raisonnable ».
Philosophie et théologie diffèrent donc par l'objet premier de la connaissance humaine, et elles diffèreront aussi en conséquence par leur méthode : il y a un statut épistémologique propre à chacun de ces deux discours, ce qui pose la question de savoir si l'on aboutit dans les deux domaines à des vérités qui s'accordent ou non et de quelle manière.
La thèse de Thomas est que foi et raison ne peuvent se contredire car elles émanent toutes deux de Dieu ; la théologie et la philosophie ne peuvent donc pas parvenir à des vérités divergentes. C'est l'argument de la double vérité que l'on trouve dans la Somme contre les Gentils et dans la question 1 de la Somme théologique : comme la lumière de la raison et celle de la foi viennent toutes deux de Dieu, elles ne peuvent se contredire. Mieux encore, la foi se sert de la raison tout comme la grâce se sert de la nature, c’est-à-dire que les vérités de la raison naturelle (ratio naturalis) servent à éclairer les articles de foi, parce qu'elles donnent des raisons de croire.
Ainsi, il n'y a pas de rupture radicale entre la théologie et la philosophie (contrairement à Bonaventure de Bagnoregio, par exemple, qui dit que « la théologie commence là où la philosophie se termine »). Thomas d'Aquin rendra célèbre l'adage selon lequel « la philosophie est la servante de la théologie » (Philosophia ancilla theologiæ). En effet, en réfléchissant sur les conditions d'un usage cohérent des concepts et du langage, la philosophie permet à la théologie de rendre raison de manière fondée et rationnelle des vérités de foi qui sont, par définition, inaccessibles à la raison mais non contraires à celle-ci. Il y a donc collaboration hiérarchisée entre la servante et la maîtresse, toutes deux subordonnées à la science divine, mais chacune à son rang : la théologie comme science supérieure parce qu'elle tient directement ses principes de la Révélation et se sert des conclusions de toutes les autres sciences, tandis que la philosophie, dont les fins sont ordonnées à celle de la théologie, tient ses principes de la seule raison.

### Ratio naturaliset Révélation

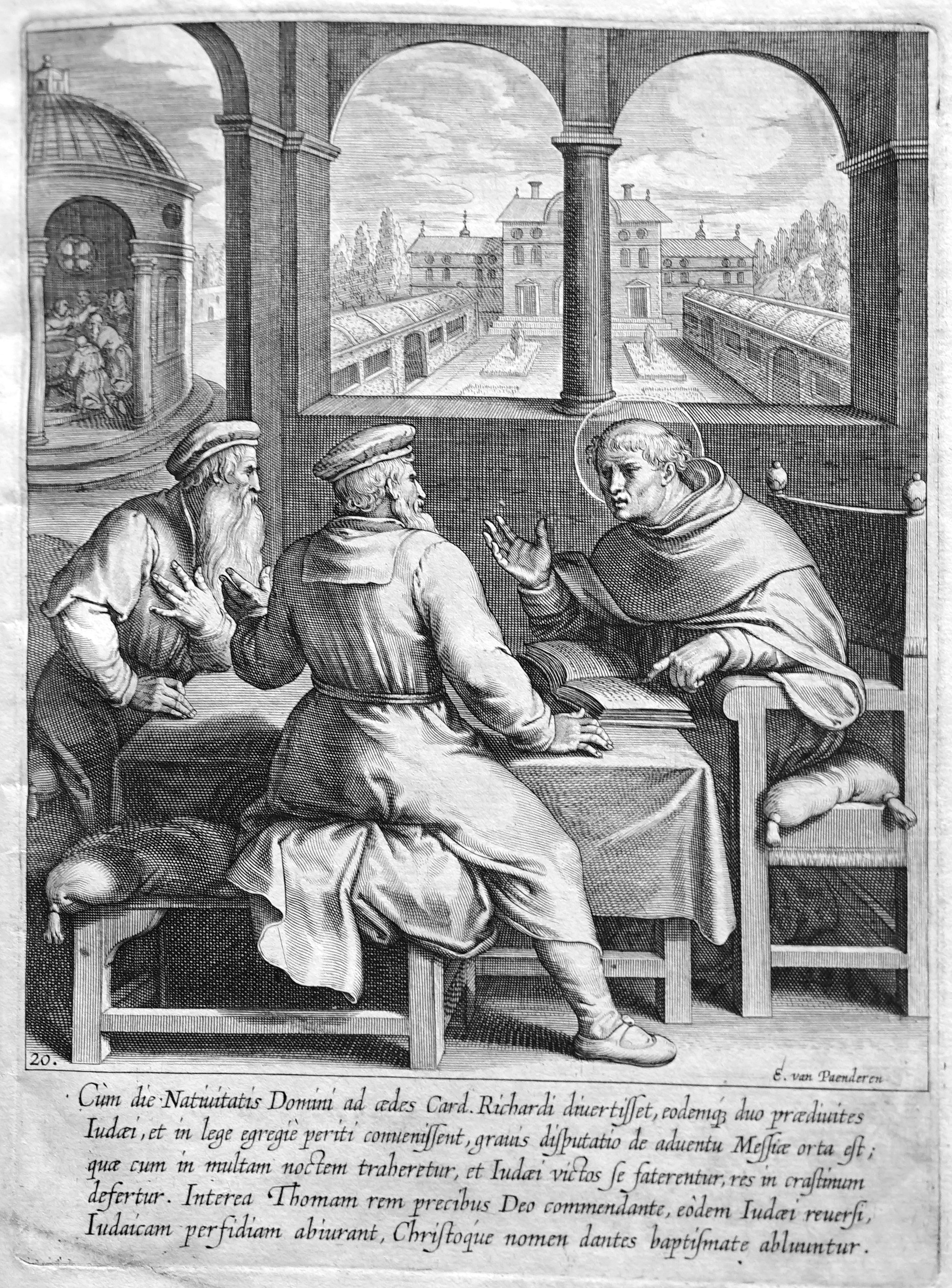
Thomas d'Aquin convertit deux rabbins juifs, gravure O. van Veen, 1610, exemplaire de la bibliothèque Carnegie (Reims).

Dans la Somme contre les Gentils I, II, Thomas d'Aquin clarifie le concept de raison naturelle (ratio naturalis) pour rendre compte de la foi chrétienne face aux objections de la raison, des hérésies et des philosophes, tant anciens que contemporains, juifs et musulmans. Il y fait appel à la Bible ou aux Pères dans les domaines de discussion proprement théologiques comme le mystère de l'être du Christ. Thomas d'Aquin expose dans un premier temps des arguments purement rationnels afin de montrer par la suite qu'ils coïncident avec la Bible.
En ce sens, la raison naturelle sert de terrain commun pour toute l'humanité et permet de prouver la cohérence entre les vérités révélées et les vérités de raison. Toutefois, la raison naturelle ne peut parvenir « par ses propres forces » à la compréhension totale des mystères révélés. En effet, la théologie dite naturelle est ascendante : elle va du bas (les créatures) vers le haut (Dieu) ; mais son développement est limité dans les cadres du « per se » (pour soi). Dieu ne sera pas vu en ce qu'Il est lui-même « in se », mais en ce qu'Il est pour nous ; par exemple, on ne peut savoir s'Il est créateur en Lui-même, mais à partir des créatures, on peut inférer qu'Il est créateur « pour nous ».
Au contraire la théologie fondée sur la Révélation est descendante dans la mesure où elle part du haut (les vérités reçues de Dieu) vers le bas (les créatures). La théologie n'est donc pas un discours déductif fondé sur la seule raison. Elle est par nature connaissance de et par la Sacra doctrina : l'Écriture sainte reçue dans la tradition de l'Église.
Thomas d'Aquin emploie des termes précis pour clarifier cette distinction foi/raison et leurs communes interactions. Il appelle « révélable » (revelabile) les connaissances révélées accessibles à la raison naturelle (comme l'existence de Dieu, par exemple) et « révélé » (revelatum) ce qui ne peut être connu sans la Révélation (comme l'incarnation du Christ, par exemple).

« Les objets intelligibles présentant donc en Dieu deux sortes de vérité, l'une à laquelle peut atteindre l'enquête de la raison, l'autre qui dépasse totalement les capacités de la raison humaine, c'est à bon droit que Dieu propose l'une et l'autre comme objets de foi. »

Il existe un dernier mode de connaissance de Dieu qui se fait dans la Béatitude, c'est-à-dire dans un face-à-face avec l'essence divine.

### Approfondissement des quatre sens de l’Écriture
Thomas d'Aquin est l'héritier du schéma explicatif dit « des quatre sens de l'Écriture » qui repose essentiellement sur une distinction entre le sens littéral et le sens spirituel ou allégorique des textes sacrés, diffusée dès l'Antiquité par les auteurs du Nouveau Testament. Thomas en affine l'explication théorique ou scolastique. Les choses signifiées par les mots de l'Écriture renvoient elles-mêmes à d'autres choses. C'est ainsi que l'herméneutique scripturaire de Thomas d'Aquin expose le sens littéral ou historique comme étant le fondement des sens spirituels de l'Écriture : le sens allégorique, le sens tropologique et le sens anagogique.
Thomas d'Aquin a consacré toute une question disputée (disputatio) à ces sens de l'Écriture : Le Sens de l'écriture Sacrée - De sensibus Sacræ Scripturæ en 1266.

## Dieu selon Thomas d'Aquin
Thomas d'Aquin est avant tout un théologien : son objet principal est de soulever un coin du voile métaphysique qui cache Dieu à notre existence humaine. Dieu est présent dans l'ensemble de l'œuvre de Thomas d'Aquin : en métaphysique (comme créateur, premier moteur , etc.), en morale (en tant que principe et fin de l'homme), en théologie morale (en tant que dispensateur de l'Esprit Saint), etc. Dieu est identifié (et c'est novateur) à l'être (ens) et non plus au bonum (bien) comme chez Augustin d'Hippone par exemple. C'est une interprétation onto-théologique de Dieu qui repose sur l'analyse profonde du « Je suis Celui qui est » de l'Exode. La méthode de la théologie développée par Thomas d'Aquin est une théologie dite négative, car elle progresse par mode de privation. La méthode sera ainsi la suivante : Dieu est infini parce qu'il n'est pas fini, il est bon parce qu'il n'est pas mauvais, etc.

### L’existence de Dieu
Alors qu'au XIIIe siècle en Europe, l'environnement est entièrement chrétien, que l'existence de Dieu repose sur la foi et que Thomas d'Aquin s'adresse à des théologiens, il entreprend de démontrer l'existence de Dieu selon cinq voies (Quinque viæ). Thomas d'Aquin ne cherche pas tant à prouver l'existence de Dieu qu'à trouver les conditions de possibilité qu'a l'homme pour remonter à Dieu par les forces de sa raison.
Selon Thomas, qui s'oppose à Bonaventure, l'existence de Dieu n'est pas une évidence : ce n'est pas une idée innée que tout homme a en lui et que la simple réflexion fait découvrir (contrairement à l'argument ontologique que Descartes développera). Thomas d'Aquin est aristotélicien : nous n'avons pas de notion naturelle d'un être infini. Dieu n'est pas connaissable « en soi » ou en lui-même (in se), mais seulement « pour soi » (per se), c’est-à-dire qu'on ne peut connaître de Dieu que ce qu'Il est pour nous, non ce qu'il est en Lui-même. Contrairement à ceux qui pensent que Dieu est évident par Lui-même, Thomas d'Aquin fonde ce problème sur une méthode différente, car il va de l'existence à l'essence, et il pense qu'il faut se fonder sur des raisons de croire (les préambula fidei).
Nous pouvons cependant connaître que Dieu est par la « lumière naturelle », c’est-à-dire par la raison. Nous ne sommes pas encore ici dans la véritable théologie ; que Dieu est, c'est ce que montre la philosophie naturelle. Thomas reprend ainsi cinq voies de raisonnement qui partent du réel existant pour démontrer les arguments rationnels de l'existence de Dieu. De plus, dans ces trois manières de connaître Dieu, il dit qu'on connaît plutôt le créé que l'incréé lui-même. Ainsi, par exemple, on ne saurait affirmer avec notre seule raison que Dieu est créateur en lui-même, mais qu'il est créateur par rapport à nous en tant que nous sommes créés.
La méthode pour remonter à Dieu par la raison se résume à trois points : par mode de causalité (il est la cause de ce monde), par mode de négation, c’est-à-dire en niant en lui ce qui est limite en nous (par exemple : Dieu n'est pas matériel, mortel, localisé, etc.), et par mode d'éminence, en affirmant qu'il existe en lui éminemment ce qui est qualitatif en nous (par exemple : Dieu est amour, intelligence, puissance).
Thomas d'Aquin dit, dans sa Somme théologique, Ire partie, question 2, article 3 : « Dieu existe-t-il ? », qu'il y a cinq voies (quinque viæ) pour prouver que Dieu existe :
1. par le premier moteur[43] (Argumentum ex motu) : les choses sont constamment en mouvement, or il est nécessaire qu'il y ait une cause motrice à tout mouvement. Afin de ne pas remonter d'une cause motrice à une autre, il faut reconnaître l'existence d'un « Premier moteur non mû », c'est Dieu.
2. par la causalité efficiente (Argumentum ex ratione causæ efficientis) : nous observons un enchaînement de causes à effet dans la nature, or il est impossible de remonter de causes à causes à l'infini ; il faut nécessairement une cause première : c'est Dieu.
3. par la contingence (en) (Argumentum ex contingentia) : il y a dans l'univers des choses nécessaires qui n'ont pas en elles-mêmes le fondement de leur nécessité. Il faut donc un Être par Lui-même nécessaire qui est Dieu.
4. par les degrés des êtres (en) (Argumentum ex gradu) : preuve reprise de Platon, qui a remarqué qu'il y a des perfections dans les choses (bien, beau, amour, etc.) mais à des degrés différents. Or il faut nécessairement qu'il y ait un Être qui possède ces perfections à un degré maximum, puisque dans la nature toutes les perfections sont limitées.
5. par l'ordre du monde (Argumentum ex fine) : on observe un ordre dans la nature, l'œil est ordonné à la vue, le poumon à la respiration, etc. Or à tout ordre il faut une intelligence qui le commande. Cette Intelligence ordinatrice est celle de Dieu.

Thomas d'Aquin n'avait aucunement pour but de prouver l'existence de Dieu ; il s'adressait en effet à des étudiants en théologie (c'est-à-dire des frères prêcheurs, des prêtres, etc.), pour lesquels cette existence était considérée comme acquise. L'intention de Thomas d'Aquin était plutôt de montrer que l'on pouvait accéder à Dieu au moyen de la raison naturelle, en partant de ce que l'on constate du monde. C'est pourquoi il ne propose pas de « preuves » au sens moderne et juridique, mais des « voies ».

### Le Dieu unique, le Dieu Trine
Les questions 2 à 26 de la première partie de la Somme théologique concernent le Dieu unique, c’est-à-dire le Dieu des métaphysiciens. Nous y découvrons que Dieu existe (qu. 2), qu'Il est simple (qu. 3), infini (qu. 7-8), parfait (qu. 4-6) et immuable et éternel (qu. 9-10).
Premièrement, Il n'est pas corps : Dieu est le premier moteur immobile, or aucun corps ne meut à moins qu'il soit mû, donc Dieu n'est pas un corps. Il ne peut être composé de matière et de forme, puisque la matière est en puissance et que Dieu est acte pur. Son existence inclut l'essence (« Dieu est identique à son être ») car l'acte d'exister ne demande que la cause d'existence, qui est par soi en Dieu.
Les questions 27 à 43 de la première partie de la Somme théologique concernent le Dieu Trine et opèrent une distinction entre les Personnes (hypostases) divines.
La Trinité est le Dieu unique en trois personnes, le Père (qu. 33), le Fils qui est Verbe et Image du Père, (qu. 33-35) et le Saint-Esprit que l'on nomme par « Amour » et « Don » (qu. 36-38). Leurs relations sont étudiées de la question 39 à la question 43 de la Somme théologique. Il y a en Dieu deux processions : celle de la génération et celle de l'amour. Thomas d'Aquin, afin d'expliquer l'unité substantielle des trois Personnes divines, a recours à la notion de relation.
Le Dieu Trinitaire est le Dieu unique incompréhensible en lui-même. Le Dieu de la foi (Trinitaire) n'est absolument pas en contradiction avec le Dieu de la raison (Dieu unique).
En nous situant dans ce que Martin Heidegger appelait une onto-théologie (c’est-à-dire dans un schéma où Dieu est concept rationnel avant d'être le Dieu de la foi), Dieu rentre en philosophie avant d'entrer en théologie. Cependant d'autres commentateurs, comme Étienne Gilson, montrent que la métaphysico-théologie de Thomas d'Aquin échappe à cette critique onto-théologique d'Heidegger.

#### «Que ton règne arrive»
On pourrait se poser la question : Le règne de Dieu a toujours existé, pourquoi donc demandons-nous son avènement ?
Il faut répondre : cette demande, Que votre règne arrive, peut s'entendre de trois manières.
1. En premier lieu, le règne de Dieu, sous sa forme achevée, suppose la parfaite soumission de toutes choses à Dieu.
2. En deuxième lieu, le règne des cieux désigne la gloire du paradis.
3. Le troisième motif de demander à Dieu la venue de son règne, c'est que parfois le péché règne et triomphe en ce monde.

Par cette demande de la venue du règne de Dieu, nous parviendrons à la béatitude proclamée par le Seigneur : Bienheureux les doux (Mt 5. 4).
1. En effet, [en premier lieu] l'homme, du fait qu'il désire voir Dieu reconnu comme Maître souverain de tout, ne se venge pas de l'injure subie, mais réserve ce soin à Dieu ; car, en se vengeant, il rechercherait son triomphe personnel et non la venue du règne de Dieu.
2. [En deuxième lieu], si vous attendez ce règne de Dieu, c'est-à-dire la gloire du paradis, vous ne devez pas, perdant les biens de ce monde, vous laisser aller à l'inquiétude.
3. De même, [selon le troisième motif] si vous demandez que règne en vous Dieu et son Christ, comme Jésus fut très doux, ainsi qu'il le dit lui-même (Mt 11. 29), vous devez, vous aussi, être doux et imiter les Hébreux dont saint Paul a dit : Ils acceptèrent joyeusement d'être dépouillés de leurs biens (He 10. 34)[52].

### Le Christ
Thomas d'Aquin développe une réflexion christologique qui tente de mettre à jour l'intelligibilité de l'Incarnation et de la Rédemption opérée par le Christ. Ce point sera très disputé dans la théologie future, certains théologiens refusant de parler d'intelligibilité du mystère de l'Incarnation (kerygme). Le Christ est le Fils, c'est-à-dire la personne Trinitaire qui est Verbe. La Christologie de Thomas d'Aquin est développée dans la tertia pars de la Somme théologique en 90 questions (et 99 si l'on compte le supplément). Le prologue de la tertia pars commence ainsi :

« Notre Sauveur, le Seigneur Jésus […] s'est montré à nous comme le chemin de la vérité, par lequel il nous est possible désormais de parvenir à la résurrection et à la béatitude de la vie immortelle. Dieu s'est incarné (qu. 1-26) ; Il a souffert dans sa chair pour les hommes (qu. 27-59). Nous accédons à la vie éternelle et aux sacrements par et dans le Christ. »

Thomas d'Aquin développe à propos du Christ ce que l'on a appelé les raisons de convenance :
- l'argument de la manifestation de Dieu : « Il apparaît de la plus haute convenance que par les choses visibles soient manifestés les attributs invisibles de Dieu. Le monde entier a été créé pour cela, selon l’Apôtre (Rm 1, 20) : « Les perfections invisibles de Dieu se découvrent à la pensée par ses œuvres. » Mais, dit saint Jean Damascène, c’est par le mystère de l’Incarnation que nous sont manifestées à la fois la bonté, la sagesse, la justice et la puissance de Dieu : sa bonté, car il n’a pas méprisé la faiblesse de notre chair ; sa justice car, l’homme ayant été vaincu par le tyran du monde, Dieu a voulu que ce tyran soit vaincu à son tour par l’homme lui-même, et c’est en respectant notre liberté qu’il nous a arrachés à la mort ; sa sagesse, car, à la situation la plus difficile, il a su donner la solution la plus adaptée ; sa puissance infinie, car rien n’est plus grand que ceci : Dieu qui se fait homme »[56] ;
- l'argument du bonum diffusium sui : le Bien est ce qui se diffuse. Dieu se communique donc : « Aussi tout ce qui ressortit à la raison de bien convient à Dieu. Or, il appartient à la raison de bien qu’il se communique à autrui comme le montre Denys. Aussi appartient-il à la raison du souverain bien qu’il se communique souverainement à la créature. Et cette souveraine communication se réalise quand Dieu s’unit à la nature créée de façon à ne former qu’une seule personne de ces trois réalités : le Verbe, l’âme et la chair »[57] ;
- l'argument sotériologique : Thomas d'Aquin reprend la doctrine de la rédemption par satisfaction d'Anselme de Cantorbéry[58], qui considère que l’œuvre rédemptrice du Christ a été offerte en compensation de l’œuvre manquée du péché, et que cela constitue un mérite pour tous les membres du Christ[59].

### Le Dieu créateur: Sa Création

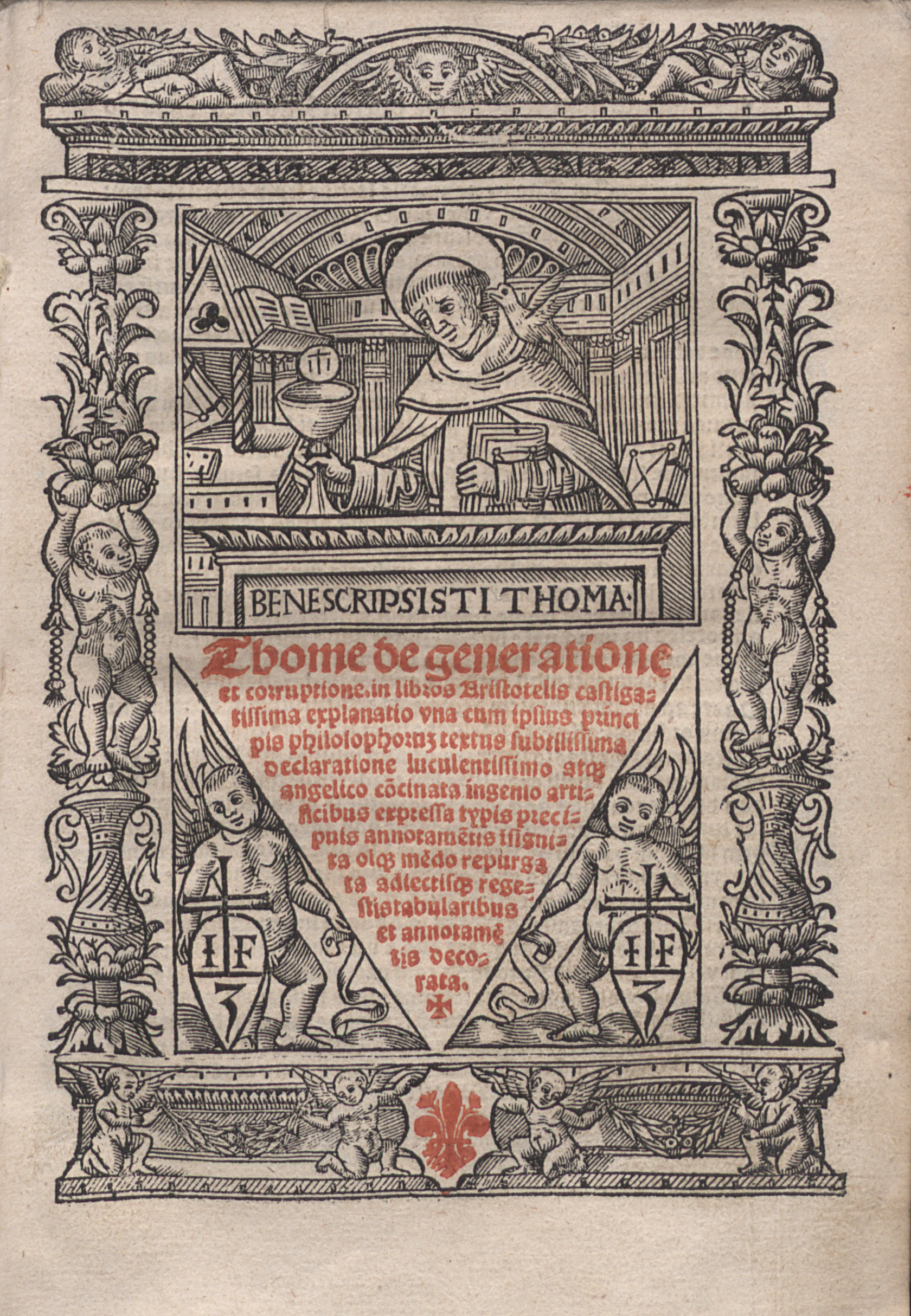
Super libros de generatione et corruptione.

#### L’exitus reditus
Thomas d'Aquin considère la création comme une action transitive venant de Dieu, c’est-à-dire comme quelque chose émanant de lui, mais qui va retourner à Lui par un mouvement d’exitus reditus (sortie / retour). La création est donc interprétée dans une dynamique métaphysique intrinsèque aux choses.
La Somme théologique commence ainsi :
« Nous devrons donc, ayant à exposer cette doctrine, traiter :
1. de Dieu (première partie : Ia)
2. du mouvement de la créature raisonnable vers Dieu (deuxième partie : Ia, IIae en général et IIa, IIae en particulier)
3. du Christ qui, comme homme, est pour nous la voie qui mène à Dieu (troisième partie : IIIa). »

Ainsi, Dieu, qui a créé le monde par pur amour, est le principe de toutes choses (en tant que créateur), mais aussi la fin de toutes choses (en tant que fin ultime : la béatitude), car il a imprimé aux créatures un mouvement vers lui. C'est ainsi qu'est organisée la Somme théologique, mais c'est aussi ainsi que toutes choses, tout être, tout acte, vont être situés et connus dans ce mouvement qui émane de Dieu et qui y retourne. Ce plan permettra de conduire le savoir rationnel jusqu'aux causes divines des choses, et leurs finalités elles aussi divines.

##### Les Esprits purs ou Anges

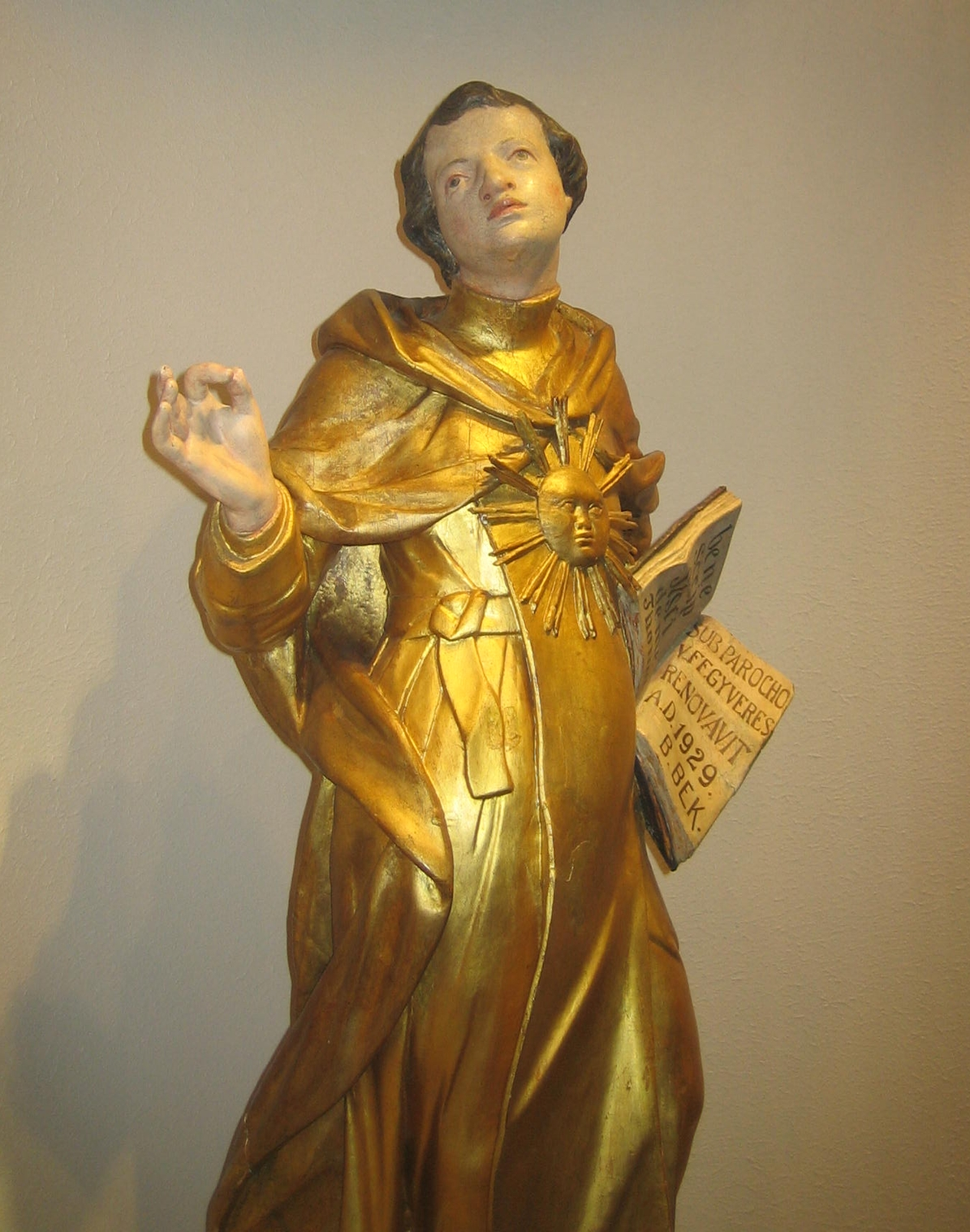
Statue de Thomas d'Aquin, XVIIe siècle, Bratislava, Slovenské Národné Múseum.

Les Esprits purs ou anges sont le type de créature qui réalise en sa nature même le plus haut degré de perfection de toute la création. L'angélologie thomiste est extrêmement importante en volume et aux yeux de son auteur même. Elle comprend l'étude des anges, des démons, du maintien des uns et de la chute des autres, de leurs relations entre eux, et de leurs relations avec les êtres humains. L'angéologie thomiste porte sur de nombreuses questions dans la Somme théologique.
Quelques points importants :
- l'existence des anges peut être démontrée[64] ;
- ils sont une substance uniquement spirituelle et incorporelle[64] ;
- chaque ange constitue à lui seul une espèce[65] ;
- ils sont incorruptibles et immortels mais n'existent pas de toute éternité[66] ;
- il y a une hiérarchie entre eux[67] ;
- ils connaissent uniquement par intuition[68],[n 5] ;
- ils peuvent pécher (d'où la chute des démons)[69] ;
- ils peuvent se parler[70] ;
- les hommes peuvent être, par la Grâce, à égalité avec les plus hauts ordres angéliques[71] ;
- les anges commandent tous les êtres corporels[72] ;
- l'ange peut illuminer l'intelligence de l'homme[73], agir sur l'intelligence de l'homme[74] et agir sur leurs sens[75] ;
- ils délivrent parfois aux hommes les messages de Dieu[76].

## Théorie de la connaissance
Thomas d'Aquin est considéré comme un philosophe réaliste. Il retient d'Aristote le fait que toute connaissance est d'abord sensible avant d'être dans l'intelligence. Une exposition de la théorie de la connaissance de Thomas d'Aquin se trouve dans la Somme théologique, Ire partie, de la question 84 à la question 89.
L'architecture de la Somme théologique expose successivement :
1. comment l'âme connaît les réalités qui lui sont inférieures (la réalité sensible et perceptible) (qu. 84-88) ;
2. comment l'âme se connaît elle-même (introspection) (qu. 87) ;
3. comment elle connaît les réalités qui lui sont supérieures (Dieu et les anges).

### La connaissance sensible
La question de la connaissance sensible repose sur le problème de connaître des réalités inférieures à l'esprit. L'homme est un être composé d'un corps et d'une âme qui connaît en puisant dans l'univers sensible. Les sens ne sont donc pas à renier puisque l'homme est un être corporel plongé dans un monde corporel : les sens lui permettent d'être relié à ce monde corporel. C'est surtout contre les platoniciens que Thomas d'Aquin veut réaffirmer, avec Aristote, l'origine sensible des idées.

« Le fait de connaître ces substances séparées ne nous permettrait pas de juger des choses sensibles. »

L'intelligence connaît effectivement par les sens, mais selon le mode propre de l'intelligence : universellement, immatériellement et nécessairement : « Disons donc que l’âme connaît les corps au moyen de l’intelligence, d’une connaissance immatérielle, universelle et nécessaire ».
« Aristote, lui, prit une voie intermédiaire. (…) Dans la mesure où il dépend des images, l’acte intellectuel est causé par le sens. »
 Thomas d'Aquin propose une interprétation du réalisme aristotélicien situé entre le platonisme et l'empirisme de Démocrite, où l'intelligence est un intellect agent qui actualise l'intelligence humaine à partir de perceptions sensibles, purement passives, car elles ne font que recevoir l'action d'un objet extérieur. La connaissance sensible délivre l'individuel ou le singulier : l'intellect agent généralise ensuite les perceptions sensibles en idée générale, c’est-à-dire en concept.
Thomas d'Aquin distingue dans sa théorie des facultés les sens internes et les sens externes :
- les sens externes sont les cinq sens (vue, ouïe, odorat, toucher, goût) qui permettent à l'homme de faire l'expérience du monde matériel ;
- les sens internes sont le sens commun (discernement et synthèse des sensations), la "fantaisie", l'imagination, l'estimative (perception dans ce que les sens lui montrent le caractère utile et utilisable) et la mémoire[80].

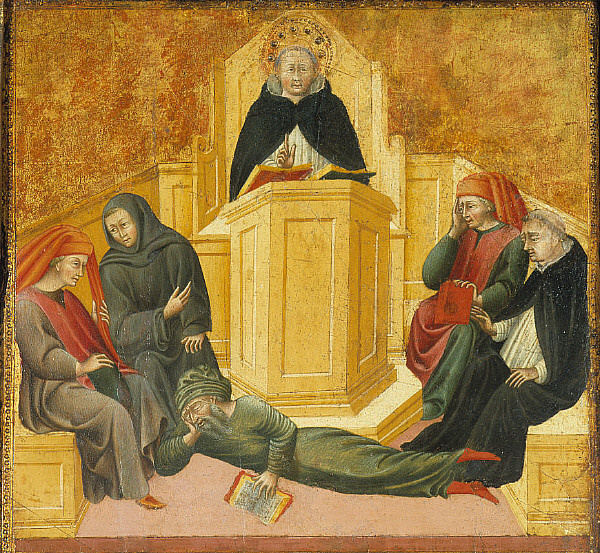
Saint Thomas d'Aquin confond Averroès, par Giovanni di Paolo, 1445,, Saint-Louis, Art museum.

### La connaissance intellectuelle
L'intelligence est une puissance de l'âme qui met en rapport cette dernière avec l'être universel. En effet, l'intellect n'est pas la réalité tout entière, il est donc en puissance par rapport à elle. Et comme l'intellect est en puissance par rapport à la réalité, il est passif par rapport à la réalité. L'intellect n'est rien mais peut tout devenir en ce qu'il reçoit, par le moyen des sens, l'impression de la réalité : il est donc passif (intellect passif).
Le sens cause l'acte de la connaissance sensible par le mode de l'image. Mais c'est par l'action de l'intellect agent que cette connaissance sensible se transforme en connaissance intellectuelle. Quelle est la modalité de cette action de l'intellect ? C'est l'abstraction.

L'homme ne connaît, tout d'abord, que par les sens. La faculté de connaître le sensible, de qui tient la connaissance sensible, ne connaît que les singularités : on ne connaît par la sensibilité que cette pomme-là, ce chien-là, etc. :
« Toute puissance sensible ne connaît que les êtres particuliers. »
— Somme théologique, qu. 85, art. 1 : « Notre intellect opère-t-il en abstrayant des images les espèces intelligibles ? »
Thomas distingue l’intellect humain de l'intellect d'intuition des anges. Les Esprits purs (les anges), du fait qu'ils ne sont pas reliés à un corps, ne connaissent les êtres que dans leur forme immatérielle, ou, dira Thomas d'Aquin, par intuition, c’est-à-dire sans passer par le mode sensible.
« Il y a une autre faculté de connaître qui n’est pas l’acte d’un organe et n’est unie en aucune manière à la matière corporelle : c’est l’intellect angélique. »
— Somme théologique, qu. 85, art. 1
L’intellect humain connaît la forme à partir de l'image sensible fournie par les sens : elle abstrait une forme individuée dans une matière corporelle ; elle abstrait par exemple l'idée d'homme de tel homme en particulier. L'intelligence connaît la nature des choses en abstrayant les singularités d'une chose en particulier. L'idée se forme en abstrayant de l'intelligible dans les données de l'expérience sensible ; c'est exactement le sens de ce passage : « Or, connaître ce qui existe dans une matière individuelle, mais non en tant qu’elle existe dans telle matière, c’est abstraire de la matière individuelle la forme que représentent les images ». Il serait également possible de parler « d'extraction ». Nous comprenons maintenant pourquoi la connaissance intellectuelle est dite abstraite. Mais il existe plusieurs niveaux d'abstraction, selon que l'intelligence abstrait plus ou moins du singulier dans une chose.
« Or, connaître ce qui existe dans une matière individuelle, mais non en tant qu’elle existe dans telle matière, c’est abstraire de la matière individuelle la forme que représentent les images. Et c’est pourquoi on doit dire que notre intelligence connaît les réalités matérielles en les abstrayant des images. »
— Somme théologique, qu. 85, art. 1.
L’objet de l'intelligence est la réalité de façon intentionnelle. Dans l'ordre de la connaissance, les facultés sensibles extraient une image sensible d'une matière et la fournissent à l'intelligence, plus précisément à l'intellect passif. L'intellect agent est cet acte qui extrait la forme de l'image sensible : c'est cette faculté qui procède par abstraction. Thomas d'Aquin affirme qu'« il y a le même rapport entre l'espèce intelligible et l'intelligence qu'entre l'espèce sensible et le sens ». L'intelligible est donc ce par quoi l'intelligence comprend, et non ce qu'elle connaît. L'objet (concept ou image) intelligence est le réel, mais de façon intentionnelle : de façon similaire. C'est à ce stade qu'on retrouve ensuite l'intellect passif, car c'est lui qui est ce qui est connu de façon intentionnelle.[pas clair]

#### Le problème de l'unité de l'intellect
Thomas d'Aquin consacre de nombreuses pages à la question de l'unité de l'intellect, notamment contre les conceptions d'Averroès. Thomas d'Aquin développe sa théorie de la connaissance intellectuelle à partir des ouvrages d'Aristote (notamment du De anima). Thomas d'Aquin y a eu accès par les commentaires d'auteurs musulmans, notamment Averroès. Thomas rend hommage à certains de ces commentaires, mais mentionne aussi ce qui lui paraît inexact en expliquant pourquoi. Il critique notamment la théorie attribuée à Averroès de l'intellect humain conçu comme entité séparée et commune à tous les hommes.

« Depuis longtemps beaucoup d’esprits se sont laissé surprendre par l’erreur d’Averroès, qui s’efforce de prouver que l’intellect, qu’Aristote reconnaît comme possible, par une dénomination fausse, est une espèce de substance séparée du corps quant à l’essence, et qui lui est unie d’une certaine façon quant à la forme ; et de plus, qu’il est possible qu’il n’y ait qu’un intellect commun pour tous : depuis longtemps nous avons réfuté cette erreur. »

L'intellect actif et l'intellect agent ne sont pas, comme le pense Averroès, dans deux sujets distincts mais dans une seule substance individuelle. Alors l'intellect humain est sous différents rapports en acte et en puissance par rapport à la réalité.

### Les degrés d'abstraction
Suivant le degré selon lequel l'intellect abstrait des images sensibles des formes intelligibles, l'essence de la chose (res) s'en retrouve plus ou moins éloignée de ses qualités sensibles premières. Par le procédé d'abstraction, l'intelligence explore à diverses profondeurs ou zones d'intelligibilité la chose même. Il est possible d'en distinguer trois :
1. Laissant de côté les caractères singuliers de la chose, on découvre les natures et les lois universelles de cette chose. On trouve à ce degré les sciences expérimentales telles que la physique ou la biologie. Ces sciences découvrent la forme de la chose dans ses caractères sensibles mêmes ;
2. Laissant de côté les propriétés physiques et sensibles de la chose, on ne considère plus que l'accident quantité ; on retrouve à ce degré la mathématique, qui ne s'occupe que des relations quantitatives dans la nature même de la chose, ou dans ses relations avec les autres choses ;
3. Laissant de côté les quantités et les propriétés physiques des choses, on est dans la métaphysique, qui est donc la science la plus abstraite en ce qu'elle ne s'occupe que de l'être de la chose en tant qu'être, c’est-à-dire qu'elle traite de l'ontologie. C'est donc par là même qu'elle est la science la plus « universelle » et la plus « abstraite ».

### La métaphysique
À côté de sa théologie, Thomas d'Aquin propose un discours proprement philosophique sur la réalité. La métaphysique thomasienne se situe dans une dynamique qui la détermine de l'ontologie jusqu'à la théologie (qui en est donc en quelque sorte le couronnement), en suivant le mouvement intrinsèque de l'exitus reditus. Les étants, en tant que créés, participent de ce mouvement vers Dieu, qui constitue à la fois leur cause première et leur fin dernière. Prise donc de part en part par la théologie, l'ontologie thomasienne ne peut ni ne doit se comprendre indépendamment de la théologie et des vérités révélées : notamment que tout être est créé, qu'il y a un univers visible (celui des hommes) et un univers invisible (celui des anges), que tout a commencé et que toute forme d'être actuelle prendra fin comme telle.

#### L'analogie de l'être
L'analogie de l'être est le concept clef de toute la métaphysique thomasienne, car il rend compte de l'unicité du réel tout en maintenant sa multiplicité, et il lui imprime un mouvement dynamique et hiérarchique vers Dieu, terme vers lequel tout étant tend et s'ordonne.
Ce concept s'impose à Thomas d'Aquin lorsqu'il cherche à nommer Dieu à la question 13 de la Somme théologique. L'être en tant qu'être n'est ni univoque, ni équivoque, il est analogue (en tant qu'analogie de proportionnalité) :
1. L'être en tant qu'être n'est pas univoque, c'est-à-dire qu'il n'est pas exactement le même dans toutes les choses : par exemple, l'être d'une tasse n'est pas exactement le même être que celui d'un livre ; ou encore l'être de la substance, qui subsiste par lui-même, n'est pas le même que l'être de l'accident, qui a besoin d'une substance pour subsister. Thomas d'Aquin dirait que l'être n'est pas différencié par des différences extrinsèques : l'être contient en lui toutes les déterminations particulières ;
2. L'être en tant qu'être n'est pas non plus équivoque, c'est-à-dire qu'il n'est pas exactement différent dans toutes les choses. Toutes les choses sont : l'être est donc d'un certain point de vue semblable dans toutes les choses : il est véritablement commun à toutes les choses.

L'être ne se réalise pas de la même façon dans toutes les choses, tout en étant le même. C'est donc, conclut Thomas d'Aquin, qu'il se réalise à des degrés divers dans les choses, en se proportionnant à la diversité de ces degrés. Il se hiérarchise intrinsèquement dans toutes les choses selon qu'elles se rapprochent plus ou moins de l'Être en plénitude, Dieu, car toute hiérarchie implique une relation ou une référence à quelque chose d'unique. Cette hiérarchie ontologique est une « analogie de proportionnalité ». Tous les êtres font référence à quelque chose d'unique, Dieu.
La théorie de l'analogie de l'être pose un problème aux commentateurs de Thomas d'Aquin en raison des points de vue divers à partir desquels Thomas aborde le sujet, toujours de biais et par occasion, au fil de son œuvre. L'étude de synthèse disponible la plus complète actuellement sur la question, en raison de sa lecture historique du développement de la pensée thomasienne sur la question, est celle de Bernard Montagnes. Deux écoles s'affrontent de manière irréductible, celle de S. Thomas et celle de Cajetan. Elles « manifestent que la philosophie de l'être peut se développer selon deux directions rigoureusement parallèles et se construire sous la forme de deux thématiques dont les solutions ne sont ni interchangeables ni convergentes ». Deux voies se présentent qui chacune détermine une métaphysique particulière : selon une première approche, l'analogie tend à réduire le multiple à l'un par voie conceptuelle, au risque de confondre l'être avec son concept ; selon l'autre approche, l'analogie tend à mettre en évidence les rapports de causalité qui relient les êtres à la Cause première et tend à dissoudre l'être participé dans l'acte premier dont il est participe.

## La nature humaine
L'homme est aux confins de deux natures : la nature spirituelle (en tant qu'il a un esprit) et la nature matérielle (en tant qu'il a un corps). Thomas d'Aquin garde les deux définitions d'Aristote sur l'homme : il est par nature un « animal social » (Aristote l'explique dans le premier livre de La Politique) et il est un animal raisonnable.

### Statut de la créature raisonnable dans la création
Parmi la création tout entière, l'homme est considéré comme une créature raisonnable à laquelle est imprimée intrinsèquement la fin dernière de remonter à Dieu (en vertu de la dynamique métaphysique de l'exitus reditus) jusqu'à la béatitude ; de plus, « l'homme porte la ressemblance et représente l'image de Dieu », ce qui le rend capable de se diriger librement vers les fins qui lui semblent les meilleures et d'utiliser les moyens qui lui semblent les plus appropriés. Être autonome, c'est se donner des lois (autos-nomos en grec). Ainsi l'homme doit se dicter des lois à lui-même, mais ces lois se situent à un niveau comportemental : ce sont des lois qui doivent permettre d'utiliser les bons moyens pour arriver à une bonne fin et qui doivent respecter les lois que Dieu a révélées. Cette thèse est appelée « autonomie des réalités terrestres ».
On conçoit dès lors très rapidement deux des statuts du bien pour l'homme : le bien caractérise ce qui est le mieux adapté à la réalisation d'une fin et la pertinence de cette fin par rapport à la nature humaine. La créature raisonnable qu'est l'homme existe avec ses responsabilités dans une nature ordonnée par une Intelligence supérieure : c'est dire qu'il s'agit alors pour l'homme de se maintenir dans l'ordre naturel des choses, et que la question principale de la morale se résume à adapter ses actes et ses fins à cet ordre : la moralité est en quelque sorte un prolongement de la création.

### L'âme et le corps
L'axiome principal qui va normer tout le sujet est le suivant : si Dieu a donné un corps à l'être humain, c'est que c'est forcément bon pour ce dernier et qu'il est fait pour être utilisé. Il n'y a aucune dualité en l'homme selon Thomas d'Aquin : l'âme et le corps constituent un seul être. En effet, si l'âme et le corps sont deux principes ou deux réalités différentes, ils ne sauraient exercer la même activité « des réalités ontologiquement diverses ne sauraient exercer d'activité une ». Or lorsque l'homme agit, il agit de tout son être, son acte est un. L'âme est donc la forme (selon la terminologie d'Aristote) de l'homme, et le corps sa matière. C'est la logique de l'hylémorphisme aristotélicien : l'âme est la seule forme du composé humain auquel elle donne d'être un corps vivant et sensible.
Ce fut un des grands travaux de Thomas d'Aquin d'avoir dépassé la conception néo-platonicienne de l'âme enfermée dans un corps en appliquant l'hylémorphisme aristotélicien à une conception chrétienne de l'homme. La substance même de l'homme se trouve ainsi pleinement dans le monde des êtres matériels : l'homme n'a plus un corps, mais « l'homme est un corps ». La forme du corps, c'est-à-dire l'âme, est le principe vital de l'homme, ce qui lui donne la nature d'homme. Le corps est la matière, il donne à l'homme ses caractéristiques singulières : le corps est donc principe d'individuation, ce qui fait qu'un homme est tel homme, et non un autre. L'hylémorphisme est cette conception d'une substance en tant que « composé » de matière et de forme. L'homme est donc une unité substantielle ou ontologique. Ainsi quand l'homme pense, c'est tout le composé corps/âme qui pense en même temps, de même lorsqu'il agit, ou fait une activité sportive. Thomas d'Aquin aborde donc avec les outils philosophiques d'Aristote la problématique psychosomatique (des interactions âme/corps). Remarquons qu'il en est de même pour la connaissance intellectuelle qui commence par les sens, et nécessite donc le corps.
Il est possible de distinguer trois parties dans l'âme, qui reste cependant une :
1. l'âme végétative, principe des besoins naturels et vitaux de l'Homme ;
2. l'âme sensitive, principe de passivité de la sensation et siège des passions[110] ;
3. l'âme intellectuelle, forme substantielle de l'homme, en tant qu'il est un être raisonnable[111].

### Les actes humains
On retrouve une description précise des actes humains dans la Prima secundæ (Ia, IIae) de la Somme théologique. C'est un axiome de Thomas d'Aquin que d'affirmer que « s'il y a des actes qui sont dits humains, c'est en tant qu'ils sont volontaires ». Mais le fait qu'un acte soit volontaire ne prouve pas qu'il soit libre. Un acte est dit véritablement libre lorsqu'il naît d'un principe intérieur. Le sujet libre est cause de son acte. Le mot volontaire « signifie que l'acte naît d'une inclinaison propre ». L'inclinaison oriente le désir vers une fin qui est le bien. Cette fin doit lui être connue par la raison : « Pour qu'une chose se fasse en vue d'une fin, une connaissance quelconque de cette fin se trouve requise »,. La volonté doit consentir. La volonté est libre vis-à-vis des biens intermédiaires et ne recherche véritablement que le Bien final. Mais elle est véritablement libre parce qu'elle se meut elle-même à vouloir vers sa fin et qu'elle demeure libre de s'en détourner. Seule cette liberté de la volonté rend l'homme responsable de ses choix et donc responsable du péché qu'il commet.

### Les passions

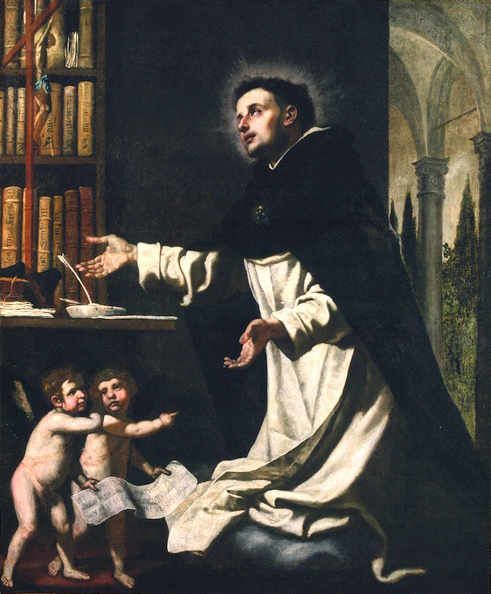
Saint Thomas d'Aquin en extase dans sa bibliothèque avec deux anges, Jacopo Vignali, Musée des Beaux-Arts de Brest.

L'étude des passions est fondamentale : l'homme est un être mû par ses passions, en tant qu'il est unité d'âme et de corps. La passion est un pâtir (en latin pati), issu de l'extérieur, par différentes modalités, qui vient modifier l'appétit sensible. On ne peut choisir de ressentir ou non la passion, car ce pâtir n'appartient pas à l'homme en propre, mais seulement en tant qu'animal ; n'étant pas humaines en propre, elles ne font pas partie de la sphère morale, puisque cette sphère ne régit que les actes volontaires libres, qui appartiennent en propre à l'homme. L'âme et le corps s'éprouvent constamment l'un l'autre : ainsi lorsque le corps éprouve l'âme, il s'agit d'une « passion corporelle » et lorsque l'âme éprouve le corps, il s'agit d'une « passion animale » (puisque provoquée par l'âme, anima). Ainsi la passion est une modification de l'âme qui provient du corps. Les passions sont provoquées, se développent et se produisent dans le composé humain : l'étude des passions repose donc sur une anthropologie hylémorphique. Elles se situent dans ce que Thomas d'Aquin appelle l'appétit sensible, qui provoque le mouvement vers un objet qui intéresse le corps.
Thomas d'Aquin distingue différents types d'appétits desquels vont naître les passions :
- L'appétit naturel qui est mouvement d'un être vers ce qui l'intéresse en raison de sa nature propre ; le sujet se déplace vers tel objet parce qu'il en a ontologiquement besoin étant donné sa nature même, en raison d'une certaine connaturalité entre l'objet et le sujet ;
- L'appétit sensible est déclenché par les sens en tant qu'ils perçoivent quelque chose de délectable ou de nécessaire en propre (la nourriture, par exemple) ou en raison de l'espèce (la génération, par exemple) ;
- L'appétit intellectuel, propre à l'homme, lié à la raison et nommé « volonté ». Le propre de la volonté est d'être libre de vouloir ou de ne pas vouloir, de vouloir ceci ou cela[119].

L'amour est principe fondamental des passions en tant qu'il permet le dynamisme premier entre un sujet et son objet, et réveille l'appétit, le mouvement proprement dit du sujet vers son objet. Il est principe du mouvement, et non le mouvement lui-même.
La science morale se donne pour but d'amener l'homme tout entier (animalité comprise) à une vie bonne : elle doit donc non pas repousser les passions, mais les intégrer dans les actes volontaires et en faire un usage bon, car c'est l'usage que l'on fait de la passion qui la rend bonne ou mauvaise ; elle n'est elle-même que moralement neutre. Mais ce qui importe, c'est que la présence ou l'absence et le degré d'éloignement du bien recherché va influer grandement sur la sensibilité entière de l'être humain, et donc avoir d'importantes répercussions sur le plan physiologique et psychologique.
Dans l'ordre des passions, on peut effectuer une distinction entre les passions de l'irascible (irascibilis) et les passions du concupiscible (concupiscibilis). La première est un mouvement qui évite ou détruit les obstacles vers le bien, la deuxième est le mouvement qui va aller vers le bien en question ou le fuir.

## La morale: l'homme et sa finalité

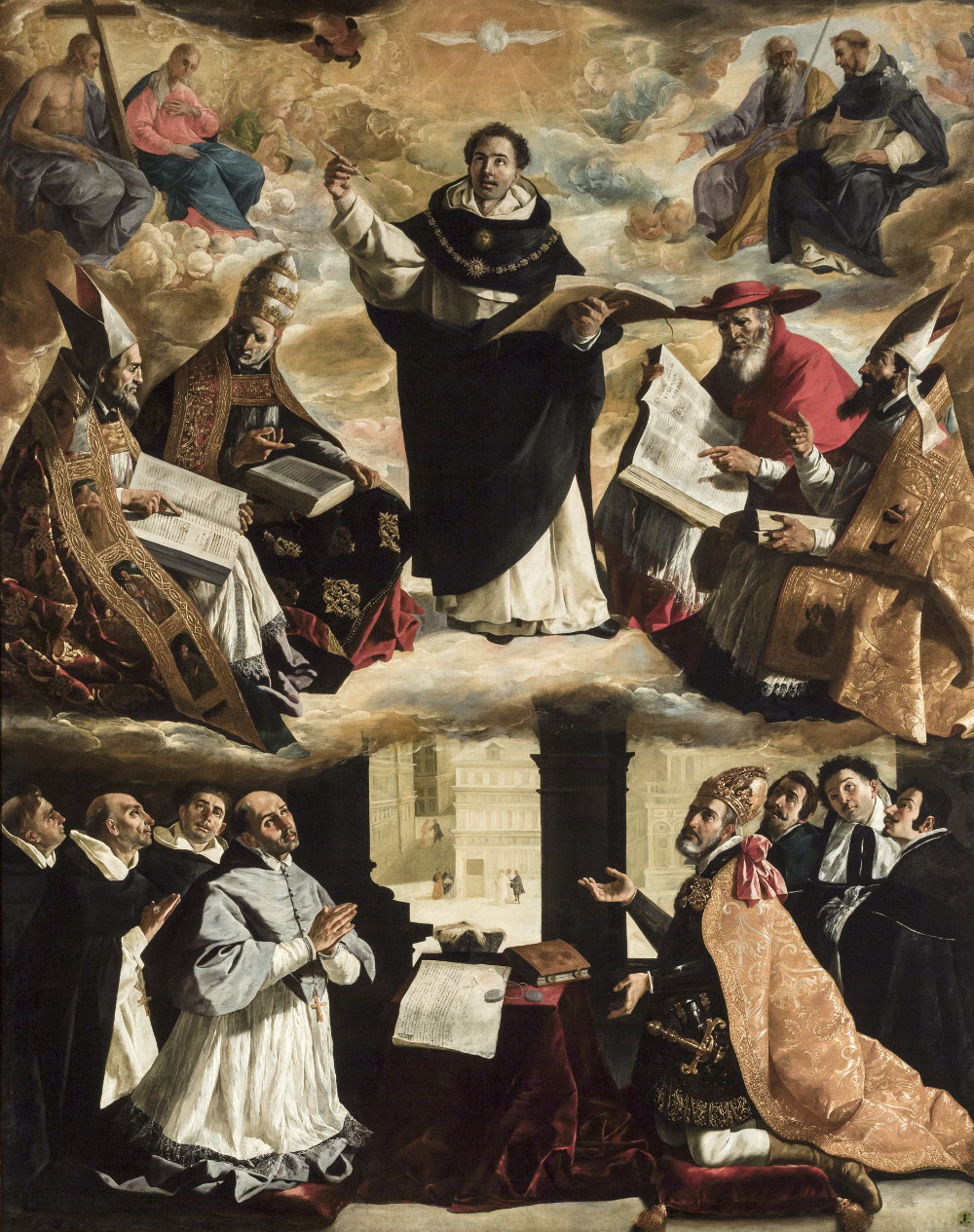
Le triomphe de saint Thomas d'Aquin, Francisco de Zurbarán, 1631,. Séville, Musée provincial des beaux-arts.

La nature dans sa totalité est entièrement tournée vers Dieu comme son principe, son fondement et sa fin dernière, et la Révélation identifie Dieu comme étant le Bien absolu ; l'être humain n'échappe pas à cet état de fait et toute réflexion morale doit s'inscrire dans cette dynamique métaphysique, car l'on trouve chez Thomas d'Aquin une continuité parfaite entre la morale et la métaphysique.
La créature raisonnable qu'est l'homme dans le monde, en tant que système de choses, est prise dans cette dynamique qui part de Dieu comme en son principe et qui y retourne de façon rationnelle : c'est le mouvement de l'exitus reditus où l'homme provient de son Créateur et y retourne au moyen d'actes ordonnés à sa propre nature.
Dieu imprime donc une direction aux choses en les créant, et la direction imprimée à la créature raisonnable est de retourner à Dieu au moyen de ses actions qu'elle choisit elle-même librement. C'est le choix de ces moyens corrélatifs à cette fin ultime qui constitue le propre de la science morale.
Thomas d'Aquin conceptualise sa vision optimiste de l'homme et du monde pour faire germer au cœur de la vie morale la possibilité naturelle d'accéder au bonheur, c’est-à-dire sans le secours surnaturel de la Grâce, bien que ce ne soit pas sans ce secours que l'homme peut accéder à un bonheur parfait en ce monde.
Ainsi, comme il y a une destinée surnaturelle de l'homme, il y a aussi une destinée naturelle : cette destinée est le bonheur, et il consiste à bien agir, c'est-à-dire à agir selon sa nature propre, à se maintenir dans l'ordre naturel des choses, ordre qui ne peut qu'être bon puisqu'il est créé directement par Dieu.
C'est donc le rejet de toute artificialité, qu'elle soit individuelle ou collective, et une question d'adaptation de l'homme à lui-même et au monde qui l'entoure : ce n'est que dans cette optique que l'homme fera bien, car il ne tentera pas de se soustraire au gouvernement divin, mais bien plutôt de s'y adapter.

### La vertu
Tout agissement humain repose sur des dispositions de l'âme que l'on appelle vertu. La vertu est un avoir (habitus) acquis et possédé durablement dans l'âme qui « favorise chez l'homme le bon agir » et grâce auquel il atteint le bonheur et aide à l'adéquation raisonnable entre les fins et la nature humaine. C'est donc un « principe intérieur » des actes humains. Étant donné que les vertus sont indispensables pour le bon développement de la vie morale, et donc des biens qui va en découler, il est nécessaire de les inclure dans cette étude sur le bien de l'homme. D'autant plus que la vertu est définie comme étant une bonne disposition de l'âme et comme ce qui rend bon : « La vertu est ce qui rend bon celui qui la possède », car la vertu est ce qui oriente durablement l'âme vers le bien.
Thomas d'Aquin distingue :
- les vertus appétitives ou morales, qui sont dans la partie sensible (ou irrationnelle) de l'âme ;
- les vertus intellectuelles, qui sont dans l'intellect, soit spéculatif, soit pratique[129] ;
- les vertus théologales, ou les dons du Saint-Esprit.

La vertu morale maintient l'homme qui les possède dans le juste milieu entre différents états qui tiennent de sa sensibilité ; par exemple le courage est l'état de l'homme qui n'est ni lâche, ni téméraire. Or ce milieu est celui qui convient à l'être humain : il est ainsi à sa place, ni dans un agir par défaut (lâcheté), ni dans un agir par excès (témérité), mais dans un agir proprement humain car raisonné par une vertu qu'Aristote et Thomas d'Aquin nomment tempérance (c'est une vertu cardinale — par opposition aux vertus théologales, se rapportant à une capacité de discernement de l'âme rationnelle —. Ainsi les vertus morales ne peuvent se passer des vertus intellectuelles. Ainsi, l'agir vertueux est celui qui ordonne au bien parce qu'il est l'agir qui correspond le mieux à la forme substantielle de l'homme qui est d'être une créature raisonnable. Le problème proprement moral de la distance entre l'homme et sa nature humaine trouve sa solution (à mettre en pratique) dans la vertu : c'est en agissant vertueusement que l'homme agit en homme, et agit donc bien.
Parmi les vertus intellectuelles, il y en a qui sont primordiales par rapport aux autres :
- « l'intelligence » ;
- « la sagesse » ;
- « la simple intelligence » pour la partie spéculative de l'âme ;
- « la prudence » pour la partie calculatrice de l'âme rationnelle.

Parmi les vertus morales se trouvent les vertus cardinales qui sont les suivantes :
- la prudence ;
- la justice ;
- la fortitude (le courage) ;
- la tempérance.

C'est la prudence qui est la principale des vertus cardinales, c'est la plus nécessaire au bon agir humain : « La prudence est la vertu la plus nécessaire à la vie humaine ».
Les vertus théologales sont ainsi dénommées parce qu'elles ont pour objet Dieu et qu'elles sont causées par Lui. Elles transcendent les simples possibilités de la nature humaine, car elles sont justement fondées sur Dieu : « Les vertus intellectuelles et les vertus morales perfectionnent l'intelligence et l'appétit dans les limites de la nature humaine ; mais les vertus théologales, surnaturellement ». L'Homme ne saurait effectivement pas être renfermé sur lui-même alors qu'il est précieux à Dieu : la grâce lui permet d'accéder à une pratique des vertus théologales, qui transcendent l'agir humain naturel. Cette vie est la « vie surnaturelle » de l'homme. Elles sont étudiées dans les questions 1 à 46 de la secunda secundæ de la Somme théologique. Il y a :
- « la foi » (questions 1 à 16) dont l'objet est la Vérité révélée[137] ;
- « l'espérance » (questions 17 à 22) dont l'objet est la Béatitude éternelle ;
- « la charité » (questions 23 à 46) qui est l'amitié avec Dieu qui rend l'homme participant de sa propre béatitude.

### De la liberté et du libre arbitre
Thomas distingue deux notions : celle de libre arbitre et celle de liberté. Est dit libre un être qui est principe de ses actes. Le problème de la liberté est explicitement mêlé à la question de l'acte volontaire et de la morale. Thomas fait intervenir l'intellect et la volonté. L'intellect, par son jugement, détermine si un objet est bon ou non, adapté à la situation, au sujet, etc., mais ce jugement est entièrement libre, absolument rien ne s'oppose à lui. Il s'agit du jugement rationnel, et non du jugement instinctif, qui lui est déterminé par la sensibilité. En effet, les passions et toutes les inclinations de la sensibilité ne déterminent pas totalement la volonté à aller dans un sens plutôt qu'un autre, puisqu'elles sont soumises à la raison : « Quant aux manières d’être surajoutées, ce sont les habitus et les passions, qui inclinent un individu dans un sens plutôt que dans l’autre. Toutefois ces inclinations elles-mêmes sont soumises au jugement de la raison. De plus, ces qualités en dépendent encore, par le fait qu’il nous appartient de les acquérir, en les causant ou en nous y disposant, ou encore de les rejeter. Et ainsi, rien ne s’oppose à la liberté de décision ». Cependant, l'homme qui suivrait toujours ses désirs et ses passions ne pourrait pas être considéré comme libre puisqu'il agit en dehors du contrôle de la raison et est soumis à ses inclinations sensibles, purement déterminée physiologiquement.
Une fois que l'intelligence a délibéré sur l'objet, la volonté prend le relais. Elle est la cause efficiente de l'acte libre, car elle mène l'intention à sa fin. Et la volonté est libre parce qu'elle est libre de contrainte et de nécessité (libertas a necessitate),. Libre de contrainte car elle ne subit pas par nature de violence qui la font dévier de son inclination, et libre de nécessité sans quoi elle ne pourrait pas être louée ou blâmée : « L’homme est libre ; sans quoi conseils, exhortations, préceptes, interdictions, récompenses et châtiments seraient vains ». La volonté est libre car elle dispose de la capacité à choisir. L'arbitre est un acte : le choix libre de la volonté.
Thomas d'Aquin fait primer la sécurité de la foi collective sur la liberté de l'individu, ce qui le conduit à exiger la peine de mort pour le relaps.
Thomas fait porter ses investigations sur le libre arbitre non seulement de l'homme (question 83, article 1), mais des anges (question 59, article 3) et même de Dieu (question 19, article 10).

### La fin dernière de l'homme
Thomas d'Aquin, en suivant l'Éthique à Nicomaque d'Aristote, développe une morale finaliste, c'est-à-dire que tous les actes humains sont effectués en vue d'une fin, et toutes les fins en vue d'une fin suprême. La partie morale est extrêmement importante en volume dans toute l'œuvre de Thomas d'Aquin. Les actes moraux vont en effet permettre à l'Homme de remonter jusqu'à Dieu. Étienne Gilson, dans Textes sur la morale, et Jacques Maritain, dans Principes de la morale naturelle, se sont accordés sur ce point.

#### Le bien suprême
Les biens sont hiérarchisés proportionnellement : tous les biens sont voulus d'une manière subordonnée par rapport à un bien suprême (par exemple la santé en vue de la possibilité d’un épanouissement social ou encore l’acquisition d’une technique afin de s’en servir à des fins utiles comme le soldat apprend le maniement de l’épée afin de pouvoir tuer son ennemi), donc relative les uns aux autres, et cela parce qu'il y a une fin suprême qui lui est voulu d'une manière absolue, qui est en quelque sorte le sommet de l'analogie : le soldat a tué son ennemi afin de gagner la bataille, victoire qui permettra de vivre en paix, ce qui permettra aux citoyens de s’épanouir , etc. cela jusqu’à une fin suprême qui sera voulue pour elle-même, et non en vue d’autre chose. Sans elle, rien ne serait subordonné et tous les biens se vaudraient. Toutes les autres choses ne sont recherchées qu'en vue de cette fin : « Tout ce que l'homme veut ou désire, il est nécessaire que ce soit pour sa fin ultime ».
Cette fin ultime peut être librement choisie, mais elle est le plus souvent plus ou moins consciente et plus ou moins déterminée par des phénomènes physiologiques et psychologiques. L'expérience nous montre d'ailleurs bien que tous les hommes, qu'ils le reconnaissent ou non, qu'il en aient clairement conscience ou non, agissent tous en vue d'un but qu'ils veulent d'une manière absolue et auquel sont subordonnés tous leurs actes ; ainsi l'avare n'agit qu'en vue de l'argent, pour certains artistes c'est en vue de la beauté, pour un hitlérien c'est en vue de l'expansion vitale de la race allemande, pour un marxiste révolutionnaire c'est en vue de la puissance matérielle du prolétariat. Cependant, un homme ne peut avoir qu'une seule fin ultime : « Il est impossible que la volonté d'un homme se dirige en même temps vers divers objets comme des fins ultimes ».

#### Bonheur et béatitude
Thomas d'Aquin place le bien suprême de la vie morale naturelle, dans ce qu'il appelle le bonheur, et le bien suprême de la vie surnaturelle dans la béatitude, c'est-à-dire la connaissance de Dieu. C'est la fin de tous les hommes : « L'homme et les autres créatures raisonnables [les anges] atteignent leur fin ultime par la connaissance et l'amour de Dieu ». Pourquoi cette seule fin, alors qu'il est clair que tous les hommes ne s'accordent pas sur leurs fins ? Parce que la raison formelle de fin dernière est le bien parfaitement comblant, et seul Dieu est parfaitement comblant. Comme la vie surnaturelle est infiniment supérieure à la vie naturelle, la béatitude (appelée « béatitude parfaite » par les commentateurs) est un bien infiniment plus parfait que le bonheur (appelé « béatitude imparfaite » par les commentateurs).

#### Tous les biens sont relatifs au bonheur et à la béatitude
« Le bonheur est la fin dernière de l'homme et est au sommet des biens ; plus une chose est proche de cette fin, plus élevé est son rang parmi les biens humains ». Le bonheur est la fin ultime et dernière de l'homme. En effet, tous les biens n'ont en vue que le bonheur, par un mode de relativité : la santé est en vue d'avoir une bonne vie sociale, qui elle-même permet l'épanouissement, qui lui-même permet d'être heureux ; la connaissance, bonne en elle-même, qui est la perfection de l'intelligence, permet de jouir de ce qui est connu : cette jouissance rend heureux, etc. Les exemples peuvent s'étendre à tous les biens transcendantaux et toutes les perfections. Ainsi les biens prennent leur valeur selon leur proximité avec le bonheur.

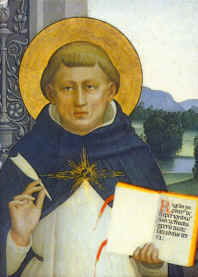
Saint Thomas d'Aquin (v. 1224/1225-1274).

Thomas d'Aquin explique pourquoi certains biens inférieurs dont on est privé causent plus de désagrément que la privation d'un bien supérieur : « Il est dans la nature d'une privation de contrarier la volonté. Cependant, chaque homme n'apprécie pas toujours dans sa volonté les biens selon la vérité : il se fait qu'une chose puisse priver d'un grand bien sans contrarier la volonté pour autant qu'il ait moins raison de peine. […] Ainsi beaucoup jugent les peines corporelles supérieures aux peines spirituelles : leur jugement sur la hiérarchie des biens est alors faussé »,.
Et leur jugement est faussé par l'immédiateté de la privation inférieure, par leur non-capacité d'abstraction. Ainsi ne pas être riche, pécuniairement parlant, cause plus de peines que de ne pas être vertueux, par exemple, et « c'est pourquoi ils voient souvent les pécheurs jouir de la santé corporelle et posséder la fortune extérieure dont les hommes vertueux sont parfois privés ». Et cette « fausse injustice » leur cause plus de peine que la privation même de la vertu car ils ne considèrent pas la hiérarchie des biens à sa véritable valeur.
On voit bien que cette considération de la hiérarchie des biens se fait sous le mode intellectuel, et que seule la raison pratique permet d'en rendre compte. Le statut de la raison prend alors une nouvelle dimension. Ce n'est plus seulement la faculté de juger ce qui est bon ou non, mais aussi d'embrasser la vie tout entière par une objectivité abstractive et de replacer chaque bien à sa véritable place, celle qui est voulue par l’ordonnateur de toutes choses et qui constitue l’essence même du Bien unique à partir duquel tous les autres biens prennent de la valeur : Dieu.

### L'amour
La notion d'amour chez Thomas d'Aquin pose un problème aux commentateurs : certains considèrent qu'il faut placer Thomas dans les conceptions physiques de l'amour, comme le père Rousselot ; d'autres, comme Étienne Gilson, le placent plutôt dans la conception « extatique », c'est-à-dire qui nous fait sortir de notre être ; ou bien encore comme le P. Geiger qui considère que l'amour est une notion qui touche le bien dans toute son universalité.

#### L'ouverture sur l'autre: l'amour comme fondement
L'amour (en latin amor, dilectio, caritas, amicitia) est un mouvement interne ou externe de l'être humain. Il comprend en lui toutes les formes d'appétits, qu'ils soient sensibles ou rationnels, mais ne se réduit pas à eux.
L'amour et le bien sont corrélatifs : tous deux sont des notions analogiques, des transcendantaux, et Dieu les possède en absolue plénitude : ce qui veut dire que la béatitude, en tant que connaissance de Dieu, est le Bien suprême de l'homme, mais que l'amour de Dieu est partie constituante de la béatitude, car c'est le propre de l'homme que d'aimer ce qu'il juge comme bien, et plus encore lorsque ce bien le dépasse infiniment.
L'amour est d'abord une passion, en tant qu'il est le principe premier de tout mouvement de la volonté ou d'une faculté appétitive quelconque vers le Bien : « L'amour a rapport au bien en général, qu'il soit possédé ou non. C'est donc l'amour qui est par nature l'acte premier de la volonté ou de l'appétit ». L'amour, en sa dimension de principe des actes humains, constitue dès lors le fondement de toute morale. Il n'y a rien qui se fasse sans amour, et il n'y a pas de bien s'il n'est aimé auparavant. L’amour est donc principe de l’agir en général. Il y a autant de qualités d’amour que de qualités de bien : l’amour porte vers le bien, mais reçoit sa dignité du bien vers lequel il porte.
L'amour volontaire n'est donc pas déterminé uniquement par le bien individuel et égoïste, mais par le Bien et l'être en général : l'amour est donc dans un lien de dépendance avec la connaissance. C'est ainsi qu'il devient un amour rationnel, ou volontaire (il se nomme alors dilectio). Il devient un pouvoir psychologique autonome par rapport à l'appétit sensible : ce dernier n'étant un bien qu'en vertu de l'ordre ontologique du sujet, c'est-à-dire de ce qui lui convient en propre, alors que la dilectio est une réalité psychologique autonome car reposant sur l'intellect et le libre-arbitre. Il en résulte que cet amour est amour de soi mais essentiellement « amour objectif » ; il surpasse l’appétit, le désir ou la convoitise, tout en les incluant. Dans cette perspective, un amour désintéressé ne fait aucune difficulté ; et un amour désintéressé prend son objet dans sa qualité de bien honnête.
L'amour pousse donc au bien, en sa qualité de puissance motrice ; il permet une constance dans la recherche vertueuse du bien, en sa qualité de puissance appétitive rationnelle, et il permet d'ouvrir la sphère purement individuelle de la recherche et de la jouissance du bien à une sphère élargie à l'autre, individu ou communauté, en tant qu'aimé. La notion d'amour introduit également de l'altérité et de l'éthique (ethicorum) dans les comportements moraux. En effet, aimer quelque chose dans l'ordre du bien honnête, c'est lui vouloir du bien : « L'amour consiste principalement en ce que l’ami veut du bien à celui qui aime ». Le bien particulier est inférieur au bien politique ou communautaire, et plus encore, il y tend : « Le bien particulier tend au bien commun comme à sa fin (…) de là, le bien de la communauté est plus divin que celui de l'individu ». Ainsi le bien se diffuse à travers toutes les réalités qui entourent l’être humain sous la modalité de l’amour (c’est tout le sens du bonum diffusium de Thomas d'Aquin), et prend par là même le rôle de principe fondateur de toute sociabilité et de toute vie communautaire : la vie de famille, la vie sociale, la vie politique, et même tout rapport singulier d’un individu à l’autre, qui ont une visée constructive et bonne, reposent sur l’amour en tant qu’il est partage de bien (bien matériel, utile, agréable, intellectuel, intéressé, vertueux, jouissif, etc.)

#### La charité fondement des vertus morales
L'amour devient charité (caritas) lorsqu'elle est une vertu théologale, c'est-à-dire une vertu qui vient de Dieu et qui a pour objet Dieu. Thomas d'Aquin se situe donc sur un registre surnaturel lorsqu'il parle de la charité. Les vertus morales ne peuvent exister sans la charité. C'est donc que des vertus naturelles, immanentes à la nature humaine (les vertus morales) ont un fondement surnaturel en tant qu'elles reposent sur la charité, qui est une vertu théologale. La charité est une amitié avec Dieu, c'est-à-dire une réciprocité fondée sur la grâce. Fondamentalement, elle repose sur le fait que Dieu doit un jour partager sa béatitude avec l'homme. Nous nous trouvons encore une fois dans le registre du partage et de l'ouverture, qui est permis par l'amour. De plus, elle ajoute une certaine perfection à l'amour passion (amor).

### Philosophie politique

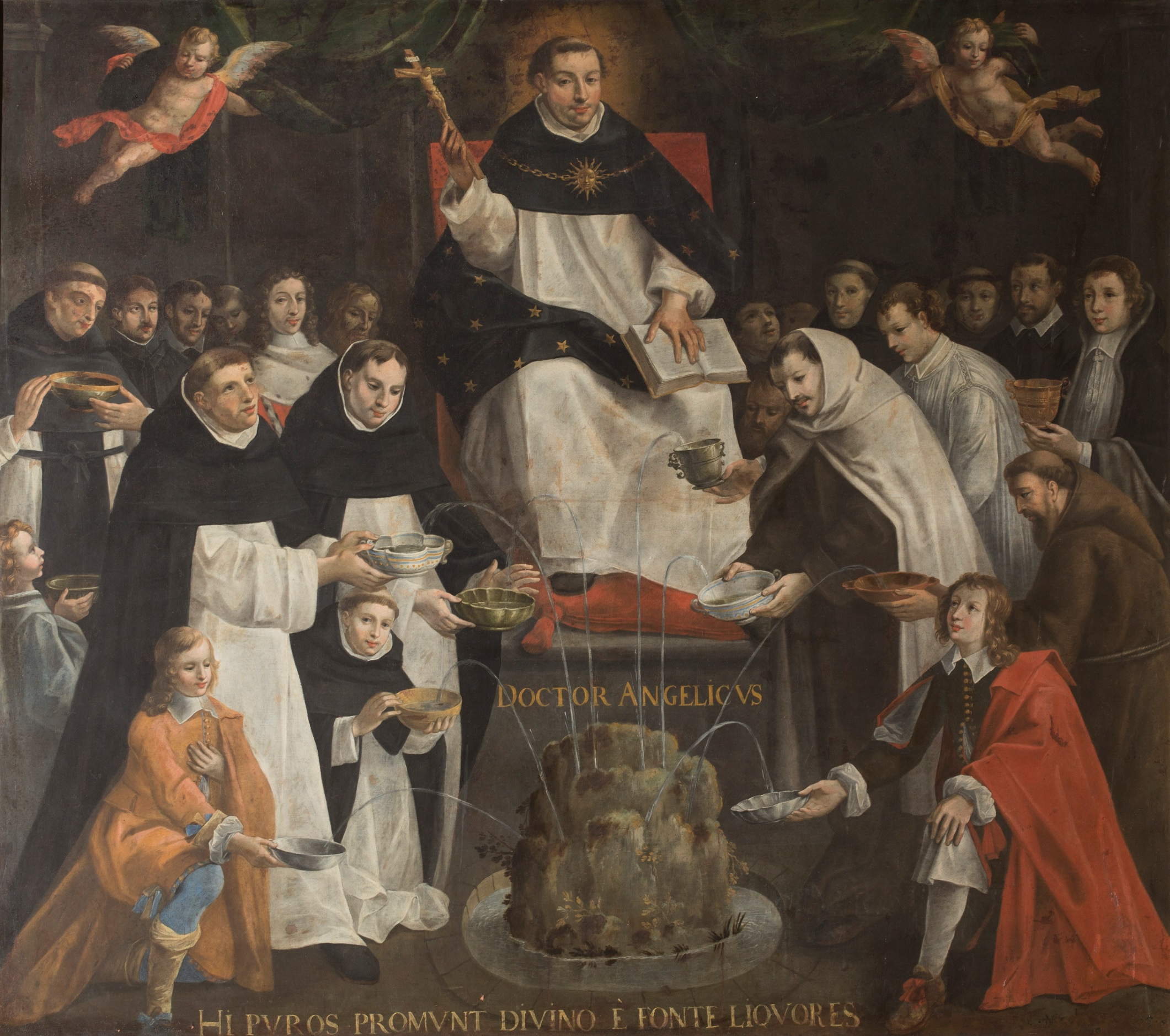
Saint Thomas d’Aquin, Fontaine de Sagesse. Antoine Nicolas, 1648.

La conception politique de Thomas d'Aquin se dessine de façon très nette dans son œuvre, bien qu'il n'ait pas consacré un ouvrage à ce sujet. Sa réflexion politique est bien sûr nourrie par celle d'Aristote, notamment lorsqu'on considère que Thomas a commenté le Livre sur les politiques, ou Politique. La politique est enracinée dans la question de la communauté de nature entre les êtres humains, d'où la question de l'amitié (en grec philia), et se développe jusqu'à la sphère de communauté divine et religieuse.
La communauté est naturelle à l'être humain : sa conception politique repose donc sur une anthropologie naturaliste. En effet, Thomas fait sienne cette parole d'Aristote : l'homme est un être social, ou plus précisément : « En tout homme il y a comme un élan naturel à la vie sociale, comparable au goût pour la vertu ». C'est ainsi que la société s'établit sur un penchant naturel et bon de la nature humaine.
Thomas dit, lors de son prologue au Commentaire du livre de la Politique d'Aristote : « Les procédés artificiels ne peuvent qu'imiter les opérations naturelles » ; ainsi l'institution de la cité n'est pas un processus purement artificiel, mais se fonde sur les communautés naturelles telles que la famille. Mais plus que le lien communautaire familial, qui est naturel par excellence, le lien politique est la raison. Et cette institution politique qu'est la cité a en vue le bien de tous, visé de façon raisonnable : « La cité poursuit un certain bien ». Plus encore, elle poursuit le bien suprême : « Plus encore, elle recherche le meilleur des biens humains », c'est-à-dire le bien divin : tout, dans la cité, doit permettre à l'individu de pratiquer bien sa religion, et doit viser le bien de la communauté, qui est supérieur au bien individuel. Le bien commun ne doit pas être sacrifié au bien d'un seul : « Au bien d'un seul on ne doit pas sacrifier celui de la communauté : le bien commun est toujours plus divin que celui de l'individu ». Chaque individu est une partie organique du tout que constitue la société ; il est de l'essence même d'une structure organisée que chacun n'y occupe pas la même place et qu'il y ait une structure hiérarchique entre les éléments, bien que la société vise un même bien : celui de tous.

### Contempler et transmettre
La contemplation, activité supérieure à toutes les autres, est celle du dominicain. Plus encore, le dominicain doit transmettre ce qu'il a contemplé aux autres :
« En effet, il est plus beau d’éclairer que de briller seulement ; de même est-il plus beau de transmettre aux autres ce qu’on a contemplé que de contempler seulement. »
— Somme théologique, IIa, IIae, qu. 188, art. 6
Cette citation résume le dynamisme intellectuel et religieux de Thomas d'Aquin : les fruits de la contemplation peuvent être partagés avec les autres et le sont. C'est ainsi que le théologien et philosophe Thomas d'Aquin, en enseignant et en cherchant, ne fait qu'approfondir, scruter et partager les fruits de la connaissance de Dieu, qui sont les fruits les plus parfaits en ce monde et en l'autre. Faire profiter autrui des fruits de la contemplation, par le prêche et par l'enseignement, ce n'est pas partager sa vie active et sa vie contemplative, c'est additionner les deux : la vie active dérive, en quelque sorte, de la vie contemplative et s'y coordonne.

## Le vocabulaire scolastique de Thomas d'Aquin

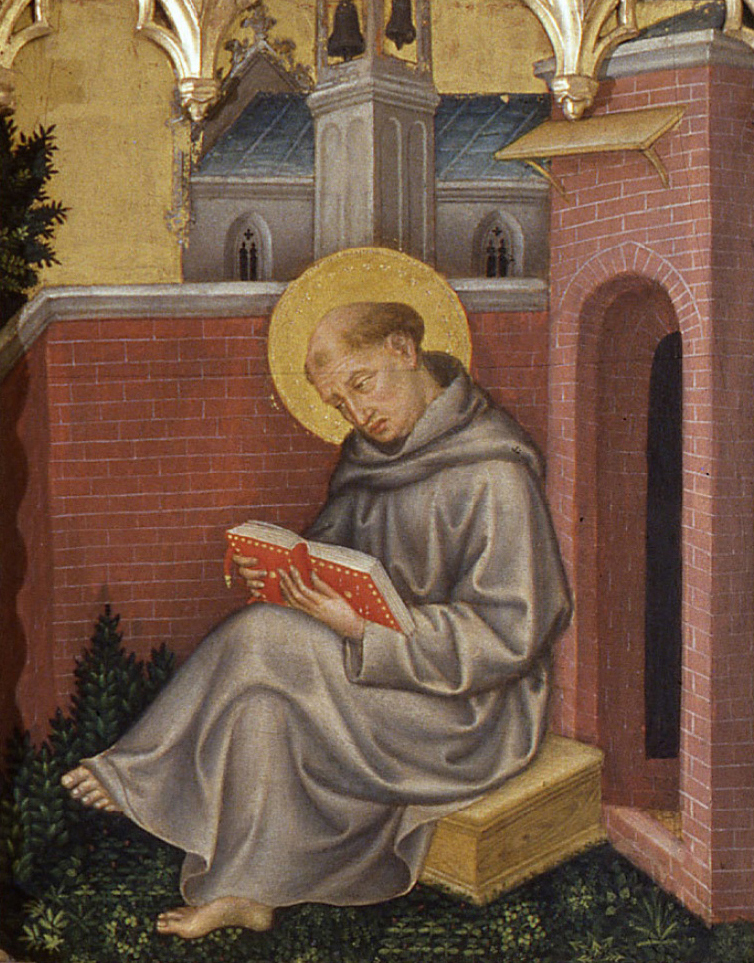
Saint Thomas d'Aquin, docteur de l'Église catholique, de Gentile da Fabriano, 1400,, Milan, pinacothèque de Brera.

Quelques termes sont importants et couramment utilisés par Thomas d'Aquin, leurs sens a beaucoup changé pendant les siècles qui nous séparent de Thomas d'Aquin. Ils proviennent pour la plupart du vocabulaire d'Aristote, que Thomas d'Aquin s'est permis de préciser.

### Être (ensouesse)
L'être est la notion fondamentale de la philosophie thomiste. Mais l'ontologie développée par Thomas d'Aquin est complexe et nécessite de considérer plusieurs aspects différents de ce terme.
- L’ens dans le sens du concept (conceptus entis) signifie l'être pensé dans toute sa généralité, ou plutôt l'acte d'être commun à tous les étants, après abstraction. C'est le concept central de toute la métaphysique de Thomas. L'être se dit de manière analogique[166], c'est-à-dire qu'il se hiérarchise à divers degrés selon les étants. Dieu, en tant que sommet de l'analogie de l'être, est l'ipsum esse, l'acte pur d'exister, Celui en qui se confond l'essence et l'existence[167].
- L’esse est l'acte même d'exister d'un étant.
- L’essentia ou quidditas est une des significations du mot être en tant qu'une chose est ce qu'elle est : c'est l'essence de la chose, ce que l'intelligence va atteindre de la chose par le procédé d'abstraction.
- Enfin l'être se confond avec la réalité même en tant qu'elle est pensée (être de raison) ou en tant qu'elle est simplement (être réel).

### Les causes (causa)
Cette théorie des quatre causes provient d'Aristote. Elle faisait partie du bagage de l'enseignement des écoles parisiennes de théologie au XIIIe siècle dès avant l'arrivée de Thomas qui la reprit à son compte et l'approfondit.
- La « cause matérielle » est ce qui dans le sujet est susceptible de recevoir une détermination ;
- la « cause formelle » est ce en quoi l'effet est, ce qui fait qu'il est ce qu'il est ;
- la « cause efficiente » est ce qui effectue le changement ;
- la « cause finale » est ce vers quoi le changement se produit.

Les deux premières causes sont dites « intrinsèques » en ce qu'elles constituent le sujet en son être même, et les deux dernières causes sont dites « extrinsèques », car elles ne sont pas constitutives de l'être de la chose. La cause est l'objet de plusieurs autres distinctions chez Thomas d'Aquin (cause première et cause seconde : soit « une cause particulière qui doit sa vertu à l'action universelle de la cause première en elle [soit Dieu] ; son effet lui est propre », cause per se et per accidens, cause instrumentale, cause dispositive, cause exemplaire, etc.).

### Matière et forme (materia et forma)
Ces concepts sont également repris d'Aristote :
- la « forme » est le principe intrinsèque et constitutif d'un être, ce qui fait qu'une chose est ce qu'elle est. Par exemple, elle donne la nature humaine à une matière corporelle. Elle est donc aussi principe d'espèce et elle constitue ce que Thomas d'Aquin appelle l'âme. Ce concept vaut surtout pour parler de la substance d'une chose[réf. nécessaire] ;
- la « matière » est ce qui dans un être reçoit la forme, c'est-à-dire une détermination quelconque[169].

### Acte et puissance (actus et potentia)
Ces termes sont eux aussi aristotéliciens, ils ont de nombreuses significations :
- l’« acte » signifie l'achèvement, quel qu'il soit (moral, ontologique, etc.) de l'être d'une chose : il est donc pris en ce sens de l'entéléchie. Mais il signifie également le fait même d'exister ou encore le simple fait d'agir ;
- la « puissance » signifie ce qui peut être déterminé par un acte, ou par un passage à l'acte. Elle représente ou dévoile en quelque sorte un inachèvement ontologique mais qui peut potentiellement recevoir un perfectionnement. Il y a des puissances passives et des puissances actives[170].

### Substance et accident (substantia et accidens)
- La « substance » est l'étant qui existe par lui-même, ce qui constitue le sujet en ce qu'il a de plus irréductible. La substance première est l'individu (par exemple Socrate) et la substance seconde est la nature (par exemple homme)[réf. nécessaire].
- L’« accident » est ce qui est « ajouté » à une substance, en tant qu'elle peut exister d'elle-même, mais l'accident ne peut qu'exister avec une substance. On distingue de nombreux accidents : de temps, de lieu, de relation, etc[réf. nécessaire]. Ainsi, un homme possède par nature deux yeux, mais si un concours de circonstances l'en prive, il ne perd en rien son essence d'homme.

### Intellect passif et intellect agent
- L’« intellect possible » (ou en puissance, selon la terminologie d’Aristote pour l’intellection des intelligibles) est l'activité de l'intellect conditionnée par la réception des images sensibles[171]. C'est en quelque sorte une table rase dans laquelle sont imprimées les images sensibles extraites par les sens. Les sciences cognitives en ce XXIe siècle le désignent par les notions de perception et de mémoire.
- L’« intellect agent » (ou en acte) est l'opération de l'intellect qui va abstraire les caractéristiques sensibles des images sensibles[172]. Il sépare l'élément universel de l'élément singulier de ce que lui fournissent les sens. Il recoupe assez bien ce que nous nommons de nos jours apprentissage profond.

## Méthode
Thomas d'Aquin est resté fidèle à la méthode qui lui a été inculquée par Albert le Grand :
« En matière de foi et de mœurs, il faut croire Augustin d'Hippone plus que les philosophes, s'ils sont en désaccord ; mais si nous parlons médecine, je m'en remets à Galien et à Hippocrate, et s'il s'agit de la nature des choses, c'est à Aristote que je m'adresse, ou à quelque autre expert en la matière. »
La rédaction de la Somme théologique montre cependant que même en matière de foi et de mœurs, il préféra apporter sa propre compilation d'arguments et ses propres conclusions que de s'en remettre à saint Augustin, sans toutefois jamais l'avoir directement contredit. On sait aussi par ailleurs qu'il avait toujours critiqué le point de vue d'Augustin qui se gaussait qu'on pût croire habités les antipodes, eux-mêmes conséquence de la rotondité de la Terre admise par Aristote.
Le recours aux autorités patristiques est néanmoins considérable dans l'œuvre de Thomas d'Aquin, conformément à la méthode générale de la scolastique, où les arguments se trouvent souvent introduits ou soutenus par des autorités.

## Postérité

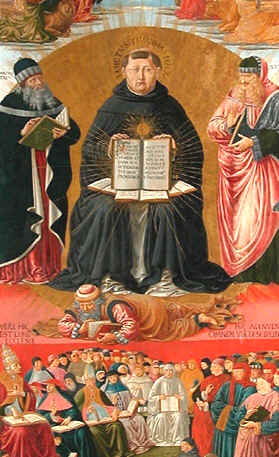
Le Triomphe de saint Thomas d'Aquin, de Benozzo Gozzoli (1468-1484), Paris, musée du Louvre.

L'œuvre de Thomas suscite de grands débats théologiques et philosophiques, d'abord à l'intérieur de l'ordre dominicain. Puis, les autorités de l'ordre prenant la défense de Thomas pour des raisons politiques et ecclésiologiques, le débat opposa de plus en plus dominicains et franciscains. En 1321, dans la Divine Comédie, Dante donne à Thomas d'Aquin la première place parmi les philosophes théologiens. Les querelles théologiques et philosophiques sont intenses, avec notamment des discussions entre thomistes, scotistes (école de John Duns Scot), Nicolas de Cues et Guillaume d'Ockham.
La contre-réforme catholique du Concile de Trente en 1545 provoque un retour considérable au travail de Thomas d'Aquin, afin de lutter contre les thèses de Luther, qui récusait en théologie l'usage de la raison sans la révélation et de la philosophie antique non chrétienne. La Somme théologique devient très tardivement un manuel de référence des études de théologie. L'École de Salamanque, avec des commentateurs tels que Francisco Suárez, le cardinal Cajetan, qui commente la Somme théologique et qui tente de ramener Luther à la foi catholique avec des arguments thomistes, propulse Thomas d'Aquin au-devant de la scène intellectuelle. Le pape Léon XIII, dans son encyclique Æterni Patris écrivit trois siècles plus tard : « les Pères du concile de Trente voulurent que, au milieu de leur assemblée, avec le livre des divines Écritures et les décrets des pontifes suprêmes, sur l'autel même, la Somme de Thomas d'Aquin fut déposée ouverte, pour pouvoir y puiser des conseils, des raisons, des oracles ».
Le XIXe siècle voit renaître le thomisme, après deux siècles d'abandon partiel, afin de lutter contre le modernisme, l'idéalisme, le positivisme et le matérialisme, notamment depuis l'encyclique Æterni Patris (« Sur la restauration dans les écoles catholiques de la philosophie chrétienne selon l'esprit du docteur angélique ») du pape Léon XIII en 1879 qui préconise un retour à Thomas d'Aquin : c'est ce que l'on va appeler le néothomisme. Le pape confie aux dominicains la tâche de publier une édition scientifique et critique des œuvres de Thomas d'Aquin en fondant la Commission léonine.
Le 4 août 1880 Léon XIII déclare le patron des études dans les écoles catholiques (Cum hoc sit). Le 29 juin 1914, dans son motu proprio, le pape Pie X demande aux professeurs de philosophie catholique d'enseigner les principes du thomisme dans les universités et les collèges ; cette même année, la Congrégation romaine des Séminaires et Universités promulgua une liste de 24 thèses thomistes considérées comme normæ directivæ tutæ : ce sont les thèses de 1914.
Naît ainsi le néothomisme. Les principales figures de ce renouveau sont notamment Jacques Maritain, qui proposa un retour au réalisme philosophique de Thomas d'Aquin, et Jean Daujat, qui développa l'enseignement de la philosophie thomiste, notamment en créant le Centre d'études religieuses. Le XXe siècle voit également un renouveau des études universitaires sur Thomas d'Aquin, soit centré sur sa philosophie (Étienne Gilson) soit sur sa pensée prise dans son contexte scolastique (M.-D. Chenu et J.-P. Torell). Les dominicains fondent le Bulletin thomiste. Certains, comme Joseph Maréchal, tentent de concilier les thèses de Kant et celles du thomisme en fondant le courant appelé thomisme transcendantal.
Depuis le concile Vatican II, Thomas d'Aquin devient une figure essentielle (mais non plus obligatoire) de la vie intellectuelle de l'Église catholique. La philosophie contemporaine, par son retour à l'étude des philosophes médiévaux, prend en compte de plus en plus l'influence de Thomas d'Aquin.

### Quelques-unes des approbations pontificales du «Docteur commun»
- Encyclique Æterni Patris de Léon XIII 1879 ;
- l'encyclique Studiorum Ducem de Pie XI, 1923, lui est consacrée ;
- encyclique Humani Generis, 1950 : Il faut que la raison soit formée comme il convient et « pénétrée de la philosophie saine reçue des siècles chrétiens ». « Si on a saisi ceci, on comprend pourquoi l’Église exige que ses futurs prêtres soient formés aux disciplines philosophiques selon la méthode, doctrine et principes de st. Thomas d’Aquin » ;
- le décret Optatam Totius (no 16) de Vatican II, sur la formation des prêtres, demande qu'on le prenne pour maître.

### Critique de Bertrand Russell
Pensant que Thomas considérait les Saintes Écritures comme vraies a priori, sans justification rationnelle, Bertrand Russell rappelle que « rechercher des arguments justifiant une conclusion posée a priori ne constitue pas de la philosophie, mais de la rhétorique ». Cependant, Thomas affirme que croire aux Écritures demande bel et bien d'avoir des raisons de croire (Summa contra Gentiles, liv.1, chap. 6), et ajoute que la vérité étant une, « si un point quelconque des propositions des philosophes est contraire à la foi, ce n'est pas de la philosophie, mais un abus de la philosophie résultant d'un défaut de raisonnement ».

## Citations, avis, anecdotes
- Le Pape Pie V et
les saints Thomas d'Aquin et Pierre martyr
Sebastiano Ricci, 1732-1733

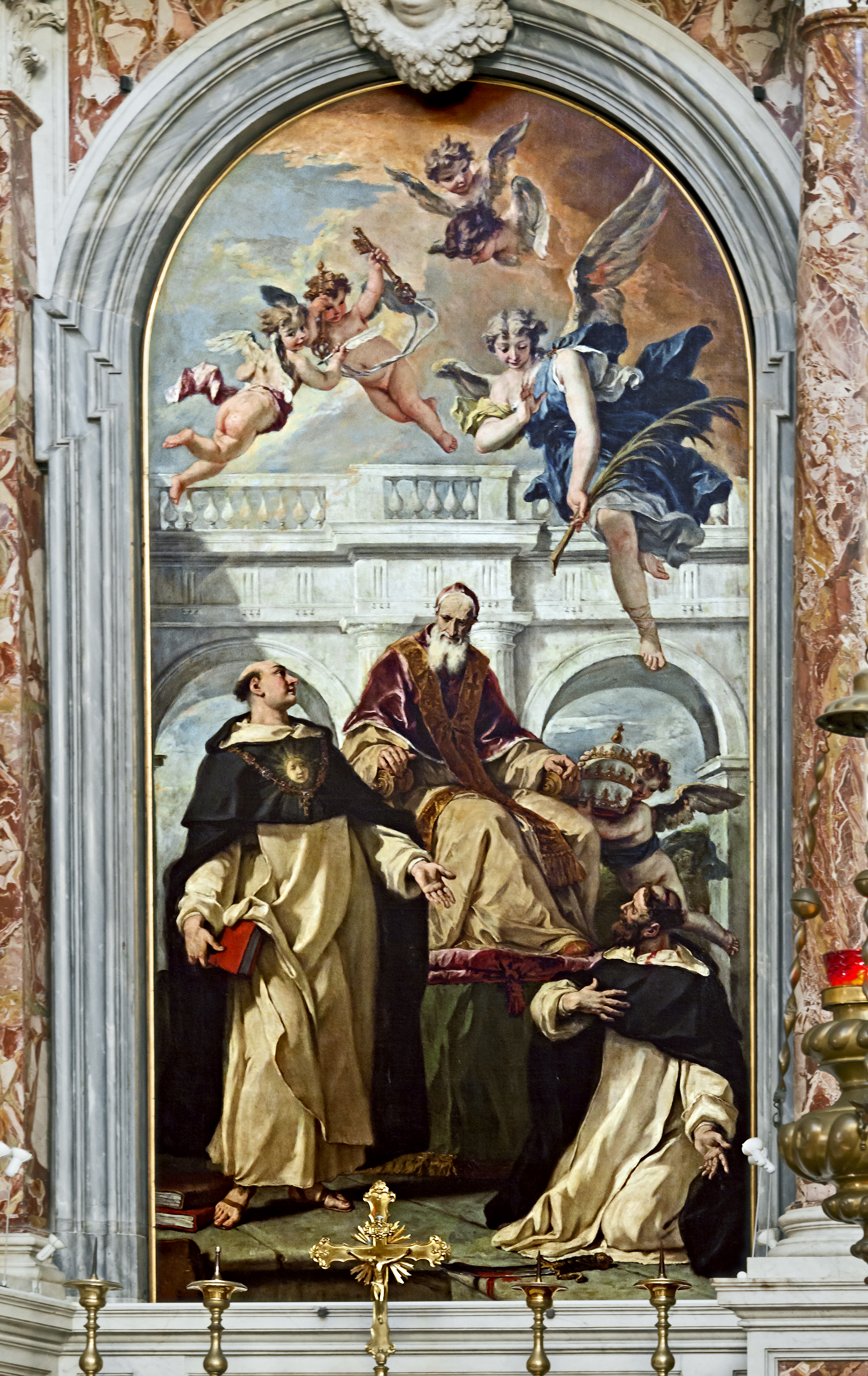
Le Pape Pie V et
les saints Thomas d'Aquin et Pierre martyr
Sebastiano Ricci, 1732-1733
Église Sainte Marie du Rosaire, Venise

Église Sainte Marie du Rosaire, VeniseLors de ses études, ses camarades l'appelaient le « bœuf muet » ou « le grand bœuf muet de Sicile »[178] en raison de sa corpulence, de sa discrétion, de son humilité qui pouvait passer pour de la timidité et de son goût pour la réflexion solitaire. Son maître Albert le Grand, apprenant que ses camarades le nommaient ainsi, déclara : « lorsque le bœuf mugira, il fera trembler l’Occident ! » La postérité considérable de son jeune étudiant lui donna raison[179].
- Deux novices voulant plaisanter lui dirent de regarder à la fenêtre, car on voyait, disaient-ils, un bœuf en train de voler. Thomas se déplaça à la fenêtre, et leur répondit : « J'aurais été moins étonné de voir un bœuf voler qu'un religieux mentir » (la nomenclature des péchés en répertorie alors un véniel qui se nomme le mensonge joyeux)[180].
- Un jour, quelqu'un lui demanda s'il aurait voulu posséder toutes les richesses de Paris. Thomas d'Aquin répondit :

« Je préférerais avoir le manuscrit de Chrysostome sur saint Matthieu ».
- Alors qu'il résidait à Naples (1272-1274), un de ses confrères affirma l'avoir vu en lévitation devant le Crucifix qui lui disait : « Tu as bien écrit de moi, Thomas[182], que désires-tu comme récompense ? », Thomas d'Aquin aurait alors répondu : « Seigneur rien d'autre que toi »[183]. À une autre occasion, aux alentours du 6 décembre 1273, il eut une extase en célébrant la messe. Après cela, il cessa d'écrire et de dicter. À son secrétaire qui s'en inquiétait il répondit : « Je ne peux plus. Tout ce que j'ai écrit me paraît comme de la paille en comparaison de ce que j'ai vu »[184].

## Dans les arts

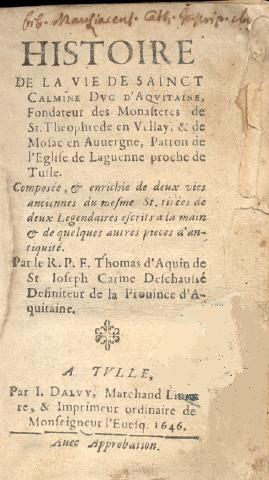
Incipit du livre Histoire de la vie de sainct Calmine […] « par le Révérend Père Frère Thomas d'Aquin de Saint-Joseph Carme Déchaussé, définiteur de la province d'Aquitaine », 1646

### Musique
Marc-Antoine Charpentier a composé 5 motets sur le texte de Saint Thomas d'Aquin destiné à la fête du Saint Sacrement, ils portent les numéros de catalogue H 61, H 62, H 64, H 68, H 58.

## Œuvres
Œuvre de référence :
- (fr) Thomas d'Aquin, Somme théologique [1266-1273], trad. fr. par A. M. Roguet, 4 t., éd. du Cerf, Paris, 1984-1986.

Pour un catalogue critique daté et raisonné, voir Jean-Pierre Torrell, Initiation à saint Thomas d'Aquin (1993), Paris, Éditions du Cerf, p. 479-525, avec les mises à jour de la seconde édition (2002).

Au sujet des éditions critiques (c'est-à-dire établies à partir des manuscrits) de Thomas :